# ローリング・ストーンズ
ローリング・ストーンズ（英語: The Rolling Stones）は、イギリスのロックバンド。1962年4月のロンドンで、ブライアン・ジョーンズ、イアン・スチュワート、ミック・ジャガー、キース・リチャーズによって結成、その後間もなくビル・ワイマンとチャーリー・ワッツが参加した。ローリング・ストーン誌の「最も偉大なアーティスト100」にて4位、ウォール・ストリート・ジャーナルの「史上最も人気のある100のロックバンド」にて5位にランクインした。1960年代前半から現在まで半世紀以上、1度も解散することなく第一線で活躍を続ける、ロック界の最高峰に君臨するバンドである。またライブバンドとしても世界中で莫大な人気を誇っており、日本では初来日である1990 STEEL WHEELS Japan Tourの際、社会現象と言える大盛況を記録した。

## 概要
結成当初のリーダーはジョーンズであったが、後にジャガーとリチャーズが共に作詞作曲を担い、グループを主導するようになった。1969年、ジョーンズは体調不良と薬物中毒の悪化のためバンドを脱退。その3週間後に自宅のプールで溺死した。ジョーンズの後任としてミック・テイラーが加入、1974年に脱退するまで活動を続けた。その後、ロン・ウッドが加入する。1993年にバンドを脱退したワイマンに代わり、後任のダリル・ジョーンズがベースを担当するようになるが、正式メンバーとしては加入していない。スチュワートは1963年に公式メンバーから除外されるが、バンドのロードマネージャーを続け、1985年に死去するまでピアニストとしてツアーや録音に参加した。1982年以降は、チャック・リーヴェルがバンドのキーボードを担当している。
ストーンズは当初ヨーロッパでの人気を集め、間もなくブリティッシュ・インヴェイジョンの一波として北米での成功を収めた。イギリスでは22作のスタジオアルバム（アメリカでは24作）、11枚のライブアルバム（アメリカでは12作）、多くのコンピレーションを発売し、現在までの全世界での売上は2億枚を超える。『スティッキー・フィンガーズ』（1971年）はその後アメリカで8連続1位に到達するアルバム群の最初の1枚であった。最新作の『ハックニー・ダイアモンズ』は2023年に発売された。1989年にロックの殿堂入りした。
ストーンズの出現は、最初のアーバンブルースの世界的な人気の高まりの象徴の一つであった。バンド名はシカゴブルースの巨匠、マディ・ウォーターズの"Rollin' Stone"にちなんで、当時リーダーであったジョーンズが命名した。ストーンズの活動継続と関連に関して評論家のロバート・パーマーは、彼らは「より短命なポップ・ファッションが現れたり消えたりしている」間、「リズム・アンド・ブルースとソウル・ミュージックの中で伝統的な真実に根ざしている」ことによると語っている。

## 歴史

### 初期
1950年代初めに知り合ったキース・リチャーズとミック・ジャガーは双方の一家が引っ越すまでダートフォードのウェントワース・プライマリースクールでの級友であった。1960年、シドカップ・アートカレッジの学生であったリチャーズとロンドン・スクール・オブ・エコノミクスの学生であったジャガーがダートフォード駅で再会する。ジャガーが持っていたチャック・ベリーとマディ・ウォーターズのレコードでお互いの興味が明らかになったことで友情が復活した2人は、ディック・テイラー（後にプリティ・シングスのメンバーとなる）と共に「リトル・ボーイ・ブルー・アンド・ザ・ブルー・ボーイズ」を結成した。3人はイーリング・ジャズクラブでアレクシス・コーナーの「ブルース・インコーポレイテッド」のステージにゲスト出演していたブライアン・ジョーンズのスライドギターを目の当たりにして衝撃を受ける。ブルース・インコーポレイテッドには、後にストーンズのメンバーとなるイアン・スチュワートとチャーリー・ワッツも参加していた。
スチュワートとジョーンズが参加したバンドはシカゴ・ブルースを演奏するようになった。名前のないバンドは、ジャガー、ジョーンズ、スチュワートに加え、ジャガーが強要して加えたリチャーズと共に最初の練習を行った。リハーサルには、ギタリストのジェフ・ブラッドフォードとヴォーカリストのブライアン・ナイトも参加したが、2人はジャガーとリチャーズが好むチャック・ベリーやボ・ディドリーのカバーに異論を述べ、バンドへの加入を拒否した。1962年6月の編成はジャガー、ジョーンズ、リチャーズ、スチュワート、テイラー、及びドラマーのトニー・チャップマンであった。ジャガー曰く、ジョーンズが「ジャズ・ニュース」紙との電話の際にバンド名を尋ねられ、床に置かれたマディ・ウォーターズのレコードの中の1曲「ローリン・ストーン」からザ・ローリン・ストーンズと名乗ったとされる。

### 1962–1964
1962年7月12日、マーキー・クラブにて「ザ・ローリン・ストーンズ」として最初のギグを行った。編成はジャガー、リチャーズ、ジョーンズ、ピアノにスチュアート、ベースにテイラー、ドラマーはミック・エイヴォリー（後にキンクスに加入）であった。ジョーンズとスチュアートはシカゴ・ブルースを演奏したがったが、ジャガーとリチャーズが好むチャック・ベリーやボ・ディドリーなどロックン・ロールの演奏にも同意した。1962年12月にビル・ワイマンが、1963年1月にチャーリー・ワッツが加入したことでバンドのリズム体が確定した。ワイマンがメンバーに引き込まれた理由が、「当時、大出力のベースアンプを所有していたから」という冗談交じりの他メンバーの回想もあった。当時のマネージャーであったジョルジオ・ゴメルスキーは、クロウダディ・クラブに日曜日午後の出番を固定した。ゴメルスキーはクロウダディ・クラブが「ブルースの国際的なルネッサンス」の引き金となったと語った。マージー・ビーツ・ブームの到来と共に、ゴメルスキーはクロウダディでのショーを「スウィンギン・ロンドン」の到来の有力な側面と記した。
ビートルズの広報担当者であったアンドリュー・ルーグ・オールダムがバンドのマネージャーに就任したが、彼は19歳とバンドのメンバーより若く、エージェントの資格を取得するのが不可能であった。従って、彼の母が息子に代わって署名し、オールダムと熟練のブッキング・エージェントであるエリック・イーストンの間の協力関係が築かれた。ゴメルスキーはバンドとの契約書を交わしておらず、オールダムがマネージャーになることは相談されなかった。オールダムはバンド名の綴りを 「The Rollin' Stones」 から 「The Rolling Stones」へ変え、リチャーズの姓もポップに見せるためにリチャードと変えさせた。スチュワートはオールダムの構想に合わず、1963年5月にメンバーから除外されてロードマネージャーに転向した。スチュワートは1985年に死去するまで、主にスタジオでピアニストを担当した。
彼らは新しい演奏、作曲と録音に関する主導権、マスターテープの所有権に対する報酬として当時の水準に対して3倍の額を得ることができた。またデッカとの契約において、デッカのスタジオに代わるリージェント・サウンド・スタジオの使用を認めさせた。リージェントはモノラルの設備で、音響処置のため天井は卵ケースが貼り付けられた都合の良いスタジオであった。オールダムは録音経験は殆ど無かったが、リージェントについて「音が漏れ出て、楽器から楽器へ、正しい方法で」音楽が作り出される「雑音の壁」と語った。リージェントの使用料は低額で、バンドは当時一般的であった3時間分を予約する代わりに、長期間にわたって録音や練習を続けることができた。イギリスでのファーストアルバムでは全ての曲がリージェントで録音された。
オールダムはストーンズが独立スタジオを使用していることを音楽雑誌に宣伝し、EMIに管理されたビートルズよりも「独立」した存在であることを強調した。オールダムは「普通の人たち...スタジオでは男たちのために汗をかく」と語っている。オールダムはイギリスのファーストアルバムでは微笑まないメンバーの写真を使い、「あなたの娘をストーンズと結婚させたいか？」という挑発的な見出しを載せ、ビートルズの不快な対照としてバンドを宣伝し始めた。オールダムはメンバーに揃いのスーツを購入したが、メンバーは公式の場にカジュアルな服装で現れるようになった。ワイマンによれば、「俺たちの評判とイメージが悪ガキだってのは後からやってきた。それは完全に偶然で、アンドリューが仕込んだ物じゃない。彼は単にそれを徹底的に利用しただけさ」と語っている。
1963年6月7日、デビューシングルとしてチャック・ベリーのカバーである「カム・オン」を発売。ストーンズが同曲をの演奏を拒否したため、デッカは宣伝の広告看板を1枚だけ買い上げた。オールダムの指示でファンクラブの会員がシングルを購入したことで、「カム・オン」はイギリスのシングルチャートで21位に上昇した。シングルがチャートに到達したことでロンドンの外で演奏する機会を得たバンドは、7月13日にミドルズブラのアウトルック・クラブでホリーズと共演することとなる。その年の後半にオールダムとイーストンは、ボ・ディドリー、リトル・リチャード、エヴァリー・ブラザースといったアメリカのミュージシャン達と共演する初の全英ツアーを計画した。この1963年秋のツアーは経験の少ないバンドにとってステージの「トレーニンググラウンド」となった。

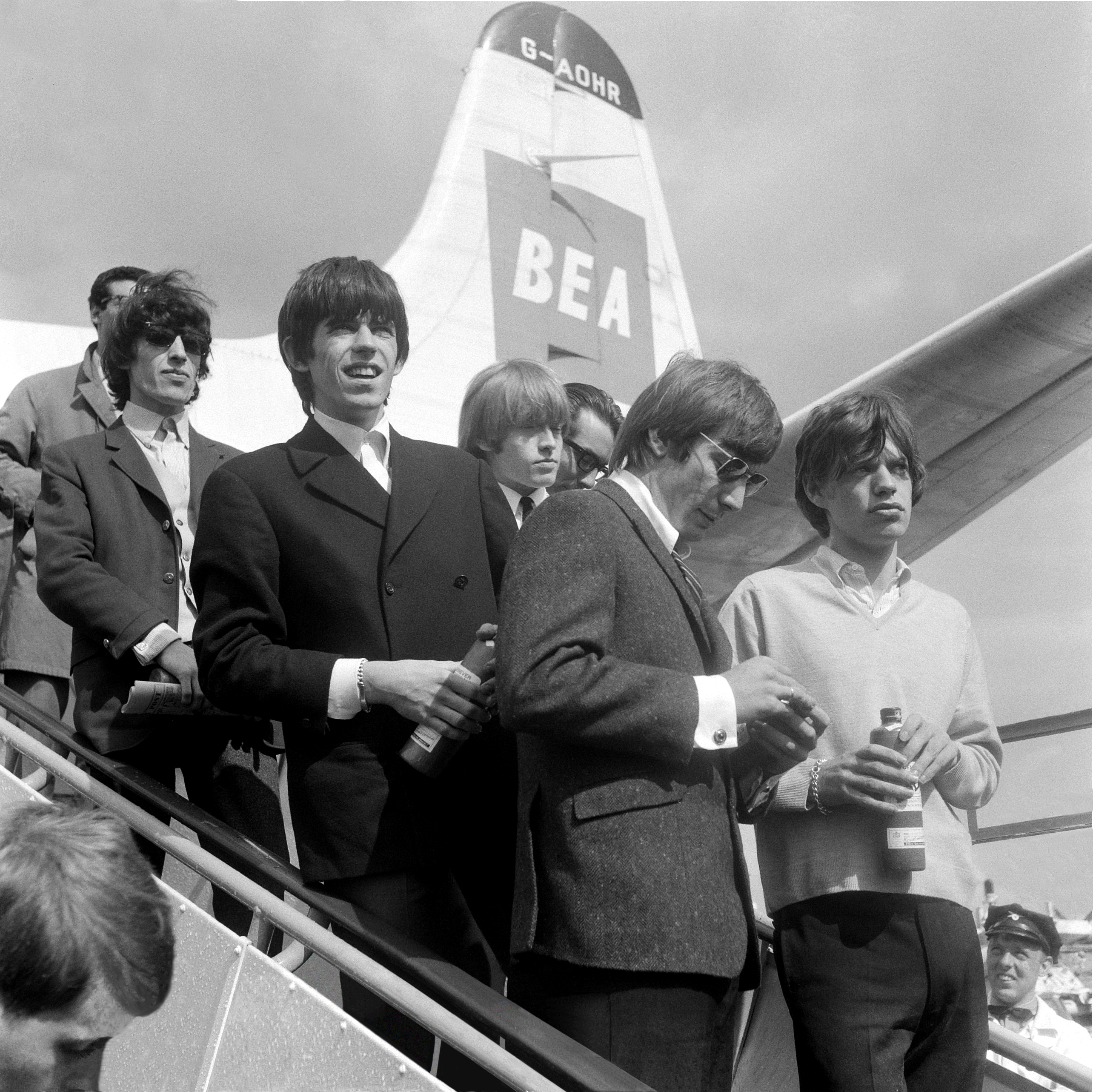
アムステルダムのアムステルダム・スキポール空港で（1964年）

このツアーの間にストーンズはセカンドシングルの「アイ・ウォナ・ビー・ユア・マン」を録音した。この曲はレノン・マッカートニーの作曲で、イギリスで12位を達成した。3枚目のシングル、バディ・ホリーの「ノット・フェイド・アウェイ」は、1964年2月に発売され、3位を記録した。
オールダムの提案でジャガーとリチャーズは共同で曲を作り始めた。彼は最初の曲を「めそめそした模倣」と評した。曲作りが進まなかったため、ファーストアルバム『ザ・ローリング・ストーンズ』（アメリカでは『イングランズ・ニューエスト・ヒットメーカーズ』）の収録曲はカバーが大半で、ジャガー・リチャーズのオリジナルは「テル・ミー」のみであった。また、2曲のクレジットは「ナンカー・フェルジ」と記載された。これはバンド全員のペンネームであった。
1964年6月に行われた最初の全米ツアーはワイマンによれば「災害」であった。「俺たちが到着したとき、俺たちにはそこでのヒットレコードもその他の物も持っていなかった。」殆どの公演で空席が目立つという状況であったが、ストーンズは積極的にメディアへの露出・公演活動を行った。ディーン・マーティンのバラエティショー「ザ・ハリウッド・パレス」では、マーティンはバンドの演奏と髪型をからかった。マディ・ウォーターズを含む多くのミュージシャンから大きな影響を受けてきたバンドは、イリノイ州シカゴのチェス・スタジオで2日間の録音作業を行っている。これらのセッションで録音された曲には、初のイギリスナンバー1となったボビー・ウーマックのカバー「イッツ・オール・オーヴァー・ナウ」も含まれた。アメリカでの成功が本格化していない頃、本国イギリスならびにヨーロッパではすでに人気が高まっており、イギリスではファーストアルバムが12週連続1位に輝いている。
1964年8月にはオランダのスヘフェニンゲンで公演を行うが、観客が乱闘を始めたため約15分で中止となった。
1964年に発売された『T.A.M.I.ショー』ではジェームス・ブラウン & ザ・フェイマス・フレームスに続いて収録された。ジャガーは2003年に「俺たちは実際にはジェームス・ブラウンの後には演奏していないよ。なぜならそれぞれのセクションの撮影の間には1時間の間があったからなんだ。それにもかかわらず、彼はそのことにすごくイライラしていた...」と語っている。10月25日には「エド・サリヴァン・ショー」に出演した。その際に巻き起こした騒動でエド・サリヴァンは以降彼らの出演を禁止したが、後に再び出演している。アメリカでのセカンドアルバム『12×5』はこのツアーの間に発売されている。本作もファーストアルバム同様に大半の曲がカバーであったが、自作曲も増加した。
イギリスでの5枚目のシングルであるウィリー・ディクスンのカバー「リトル・レッド・ルースター」は1964年11月に発売され、全英チャートにおける2枚目の1位獲得作品となる。これはブルース曲として初の1位であった。アメリカでの配給会社であるロンドン・レコードは「リトル・レッド・ルースター」のシングル発売を拒否した。ロンドンは1964年12月にジャガー・リチャーズの自作曲「ハート・オブ・ストーン c/w ホワット・ア・シェイム」を発売した。「ハート・オブ・ストーン」はアメリカで19位となった。

### 1965–1969
セカンドアルバム『ザ・ローリング・ストーンズ No.2』は1965年1月に発売されチャート1位に到達、そのアメリカ盤は2月に『ザ・ローリング・ストーンズ・ナウ!』として発売され、チャート5位につけた。アルバムはシカゴのチェス・スタジオおよびロサンゼルスのRCAスタジオで録音された。1965年の1月から2月にかけてバンドはオーストラリアとニュージーランドで34回の公演を行い、10万人を動員した。
ジャガー=リチャード名義で作曲した曲で（当時、キース・リチャーズはファミリー・ネームをリチャードと名乗っていたが1970年代後半にリチャーズに戻した）最初にイギリスのシングルチャート1位になったのは「ラスト・タイム」（1965年2月）であり、同曲はアメリカでは9位であった。リチャーズは後にこの曲を「ストーンズにとって作曲について考える橋渡しとなった曲だ。それは俺たちに信用のレベルを与え、どのようにやっていくかの小道となった。」との認識を語った。バンドにとっての初の世界的ナンバー1ヒットとなる「サティスファクション」は1965年5月、3回目の北米ツアーの間に録音された。ファズで歪ませた特徴的なギターリフで始まり、リチャーズはホーンセクションをガイドにしようと思い描いた。オールダムは意見を異にし、ホーンをオーバーダブせずに「サティスファクション」を発売した。「サティスファクション」は1965年6月にアメリカで発売され、全米で4週連続1位となる。以後、この名義によって何曲もの大ヒット曲を生んでいる。
アメリカ版『アウト・オブ・アワ・ヘッズ』（1965年7月）もチャート1位に到達する。同作には7曲の自作曲（ジャガー・リチャーズ名義が3曲、ナンカー・フェルジ名義が4曲）収録された。「一人ぼっちの世界 (Get Off of My Cloud)」は1965年秋に発売され、続いてアメリカで『ディッセンバーズ・チルドレン』が発売された。

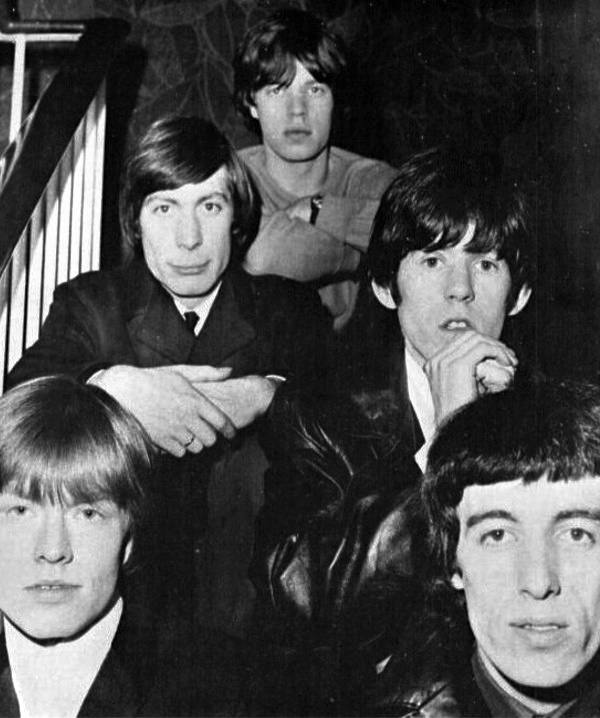
1965年北米ツアーの広告写真

1966年4月（アメリカ盤は6月）に発売された『アフターマス』（イギリス1位；アメリカ2位）は、ストーンズが全曲を自作した初のアルバムであった。このアルバムでジョーンズはギターとハーモニカばかりでなく多くの貢献を果たした。中東からの影響を色濃くした「黒くぬれ！(Paint It, Black)」ではシタールを演奏し、バラードの「レディ・ジェーン」ではダルシマーを演奏した。また、「アンダー・マイ・サム」ではマリンバを演奏した。そして、12分にも及ぶ「ゴーイン・ホーム」はトップセラーのロックアルバムに収録された初のジャムセッションとして注目された。
ストーンズのイギリスおよびアメリカにおけるシングルチャートでの成功は1966年に絶頂に達した。「19回目の神経衰弱(19th Nervous Breakdown)」（1966年2月、イギリス2位；アメリカ2位）の後には最初の英米ナンバー1の「黒くぬれ！」が続いた。「マザーズ・リトル・ヘルパー」（1966年6月）はアメリカでのみシングル発売され、8位となった。同曲は麻薬乱用問題に言及した初のポップソングの一つであった。この曲でジャガーは通常使うアメリカ南部の方言よりも自身の自然なロンドン訛りで歌っている。
1966年9月の「マザー・イン・シャドウ（Have You Seen Your Mother, Baby, Standing in the Shadow?）」（イギリス5位；アメリカ9位）はいくつかの点で注目に値した。ストーンズの曲で初めてブラスセクションを取り入れたアルバムで、ジャケット裏の写真は女装したメンバーの物であった。また、ピーター・ホワイトヘッドによって初のプロモーションフィルムが作られた。
1967年1月、『ビトウィーン・ザ・バトンズ』（イギリス3位；アメリカ2位）が発売される。本作はオールダムがプロデューサーとして関わった最後のアルバムであった（バンドマネージャーとしての役割は1965年にアラン・クレインが継承した）。アメリカ盤には両A面シングルの「夜をぶっとばせ（Let's Spend the Night Together） c/w ルビー・チューズデイ」が収録されていた。同作はアメリカではチャート1位、イギリスではチャート3位に達した。バンドはニューヨークで「エド・サリヴァン・ショー」に出演、「夜をぶっとばせ」を演奏したが、歌詞を"let's spend some time together"に変えるよう要請された。
1967年の前半、ジャガーとリチャーズ、ジョーンズは気晴らしで始めた麻薬に対して『ニュース・オブ・ザ・ワールド』紙が「Pop Stars and Drugs: Facts That Will Shock You」と題した3部構成の記事を発表した後、当局による摘発を受ける。記事ではザ・フーのピート・タウンゼントやクリームのジンジャー・ベイカーらが参加し、ムーディー・ブルースが主催したLSDパーティについて述べ、トップスター達が薬物を使用していることを暴露した。最初の記事ではドノヴァンが標的にされ（すぐ後に摘発され罰金刑を受ける）、第2回（2月5日発行）でストーンズが標的にされた。
情報提供者はロンドンの高級クラブ、ブレーズで一晩を過ごしたが、そこでストーンズのメンバーは数個のベンゼドリンの錠剤を所持し、ハシシのかけらを取り出し、彼の住居に仲間を誘ってそれを吸ったと証言した。記事ではこれはジャガーのことであるとしたが、これは間違いであったとされた。事実提供者はこれはジョーンズのことであるとした。記事が発表された夜、ジャガーはエイモン・アンドリュースのトークショーに出演し、同紙を名誉毀損で訴えると発表した。
1週間後の2月12日、サセックス警察はリチャーズの運転手からの内通を受けて、レッドランズのリチャーズの自宅で行われていたパーティを捜査した。逮捕者は出なかったものの、警察は麻薬容疑の証拠品を押収、後にジャガーとリチャーズおよび友人の画商ロバート・フレーザーが告発された。リチャーズは2003年に「レッドランズで警察に捕まったとき、俺たちはこれが全体の異なったボールゲームであり、楽しみが止まったんだと突然分かったのさ。その時までそれは、まるでロンドンが自分が欲しいときにできた美しい空間に存在しているかのようだったんだ。」警察の捜査責任者は後に加えた。「私がそれを聞いたとき、彼は2度と同じように歩かなかった。」
警察の捜査結果を待っている間の1967年3月、ジャガー、リチャーズ、ジョーンズは、マリアンヌ・フェイスフル、ジョーンズの交際相手のアニタ・パレンバーグなどの友人と一緒にモロッコへの短期旅行を行った。この旅行の間にジョーンズとパレンバーグの関係は悪化し、彼女はリチャーズと共にモロッコを離れた。リチャーズは後に「そいつは俺とブライアンとの棺の最後の釘だった。奴は俺を決して許さないだろうし、俺は奴を責める気は無いが、最悪の出来事が起こった」と語っている。リチャーズとパレンバーグはその後12年間を共に過ごした。このようにメンバー間の関係は複雑だったにもかかわらず、ストーンズは1967年3月から4月にかけてヨーロッパツアーを行った。このツアーでは、ポーランド、ギリシャ、イタリアでの初の公演も含まれた。
1967年5月10日、ジャガー、リチャーズとフレーザーはレッドランドでの一件に関連して逮捕される。同日ジョーンズの自宅が警察によって捜査され、大麻所持の容疑で彼も逮捕された。メンバー5人の内3人が麻薬容疑で逮紙捕され、ジャガーとリチャーズは6月末に起訴された。6月29日、ジャガーはアンフェタミン錠剤4錠の所持容疑で3ヶ月の禁固刑を宣告された。またリチャーズは自宅の敷地内で大麻の喫煙を許したことで懲役1年の有罪判決を受けた。ジャガーとリチャーズはその時点で投獄されたが、翌日には上訴を保留して保釈された。『タイムズ』紙は「牛刀を以て鶏を割くのは誰だ？ -Who breaks a butterfly on a wheel?-」と題したウィリアム・リーズ＝モッグによる擁護記事を掲載した。記事はジャガーが「純粋に匿名の若者」よりもマイナーな最初の犯罪ではるかに厳しい扱いを受けていたことを指摘している。
上告の判決を待っている間、バンドはファンが示す忠誠心への感謝の気持ちとして、ニューシングル「この世界に愛を(We Love You)」を録音した。それは刑務所のドアが閉まる音で始まり、プロモーションフィルムにはオスカー・ワイルドの裁判の暗示が含まれていた。7月31日に控訴裁判所はリチャーズの判決を覆し、ジャガーの判決は条件付き釈放に至った。ジョーンズの裁判は1967年11月に行われた。最初の求刑を控訴した後の12月にジョーンズは1000ポンドの罰金を科せられ、3年間の保護観察と専門的な治療を受けるよう命じられた。
1967年12月、ビートルズの『サージェント・ペパーズ・ロンリー・ハーツ・クラブ・バンド』発売直後に『サタニック・マジェスティーズ』（イギリス3位；アメリカ2位）が発売された。『サタニック・マジェスティーズ』はジャガー、リチャーズ、ジョーンズが訴訟問題を抱えるという難しい状況の下で制作された。バンドはこのセッション中にプロデューサーのオールダムと袂を分かった。この分裂は少なくとも公的には友好的であったが、ジャガーは2003年に「アンドリューが去った理由は、彼は俺たちが集中していないと考え、俺たちは幼稚であると思ったからだ。本当に最悪な瞬間だった。そして俺はアンドリューにとっても最悪な瞬間だったろうと思ったよ。そこには気を散らすようなことがたくさんあって、その時点で集中させる必要があった。それはアンドリューの仕事だった」と語っている。
この結果、『サタニック・マジェスティーズ』はストーンズが自らプロデュースした最初のアルバムとなった。そのサイケデリックなサウンドはカバーアートで補完され、マイケル・クーパーによる3D写真が貼り付けられた。クーパーは『サージェント・ペパー』のカバー写真も担当していた。ワイマンの「イン・アナザー・ランド」はシングルカットもされたが、これはジャガーがリードを歌わなかった初の曲となった。

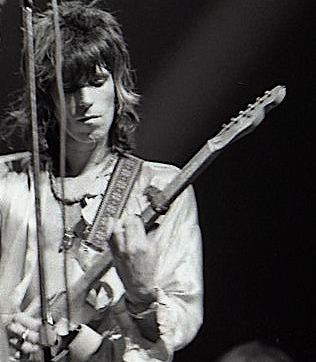
キース・リチャーズ、1972年

バンドは1968年前半の数ヶ月間、次のアルバムの素材に取り組んだ。このセッションから5月にシングルとして「ジャンピン・ジャック・フラッシュ」が発売された。この曲とアルバム『ベガーズ・バンケット』（イギリス3位；アメリカ5位）は、カントリーミュージックとブルースに影響された曲を網羅し、バンドの音楽的起源への回帰を示した。本作からバンドはプロデューサーのジミー・ミラーを迎えた。本作には「ストリート・ファイティング・マン」（1968年5月の政治的な騒乱に影響を受けた）と「悪魔を憐れむ歌（Sympathy for the Devil）」も収められた。「悪魔を憐れむ歌」に対しては、歌詞が神を冒涜しているとして宗教団体からの抗議が起こり、レコードが大量に燃やされるという事件があった。この曲の録音風景は、ジャン＝リュック・ゴダール監督による音楽映画『ワン・プラス・ワン』として記録されている。
『ベガーズ・バンケット』は発売直後から好意的に評価された。リチャーズはこの頃からリズムパート（しばしばカポと一緒に）にオープン・チューニングを使い始めた。1968年にはオープンEまたはオープンDチューニングが最も顕著だった。1969年になるとしばしば5弦のオープンGチューニング（6弦は取り外した）を使うようになり、1969年のシングル「ホンキー・トンク・ウィメン」、 「ブラウン・シュガー」（『スティッキー・フィンガーズ』1971年）、 「ダイスを転がせ（Tumbling Dice)」（カポIV）、「ハッピー」（カポIV）（『メインストリートのならず者(Exile on Main St.)』1972年）、「スタート・ミー・アップ」（『刺青の男（Tattoo You）』1981年）などで聴かれるようになった。
1968年末には『ロックンロール・サーカス』の撮影が行われた。同作にはジョン・レノン、オノ・ヨーコ、エリック・クラプトン（ザ・ダーティ・マック）、ザ・フー、ジェスロ・タル、マリアンヌ・フェイスフル、タジ・マハールらが出演した。映像は28年間にわたって公開されなかったが、最終的に1996年に正式に発売された。2004年10月にはDVD版がリリースされた。
『ベガーズ・バンケット』の発売後、その問題行動を更に悪化させたジョーンズのバンドへの貢献は散発的なものとなっていた。ジャガーはジョーンズが「この生き方には心理的に適していない」と述べている。薬物中毒を患ったジョーンズはアメリカ合衆国のビザを取得する資格を失った。ジョーンズは6月に行われたジャガー、リチャーズ、ワッツによる会議で、再びツアーに出ることができないと認めた。「俺は辞める。そしてもし俺がそうしたければ俺は戻ってくることができる」と言ってバンドを脱退した、と伝える。脱退から1ヶ月足らずの1969年7月3日、ジョーンズはハートフィールドにあるコットフォード・ファームの自宅のプールで、不思議な状況の下に溺死しているところを発見された。ちなみにジョーンズ邸は、以前『クマのプーさん』の作者として有名なA・A・ミルンが住んでいた家でもある。
ストーンズはジョーンズの死から2日後となる7月5日、ロンドンのハイド・パークにあるブラックヒル・エンタープライズで無料公演を行う予定だったが、急遽ジョーンズ追悼公演の開催を決めた。ジョーンズの後任となる新ギタリストはジョン・メイオール＆ブルースブレイカーズ出身のミック・テイラーに決定した。テイラーの最初の出番は推定25万人のファンの前で行われた。演奏はグラナダテレビの制作チームによって撮影され、イギリスでは『ストーンズ・イン・ザ・パーク』として放映された。ミックはパーシー・ビッシュ・シェリーが友人ジョン・キーツの死を悼んで書いた詩「アドナイス」からの一節を朗読した。彼らはブライアンの記憶の中で何千匹もの蝶を放った。冒頭ではジョニー・ウィンターの「アイム・ユアーズ・アンド・アイム・ハーズ」が演奏された。
また、次回作の『レット・イット・ブリード』（1969年12月）からの未発表曲「ミッドナイト・ランブラー」「むなしき愛（Love in Vain）」および『メインストリートのならず者』（1972年5月）からの「ギブ・ミー・ア・ドリンク」も演奏された。このコンサートはリリースされたばかりの「ホンキー・トンク・ウィメン」の初演でもあった。ブラックヒル・エンタープライズのステージ・マネージャー、サム・カトラーは彼らを「世界最大のロックンロール・バンド」として紹介した。カトラーはその後ストーンズのロードマネージャーとなり、1969年のアメリカツアーでは前述の紹介を繰り返した。
『レット・イット・ブリード』（イギリス1位；アメリカ3位）は12月に発売された。60年代の最後のアルバムである本作には「ギミー・シェルター」が収録された。この曲では女性ヴォーカリストとしてメリー・クレイトン（リトル・フィートのメンバーであるサム・クレイトンの姉）が起用され、有名なソロ部分を歌っている。
その他には「無情の世界(You Can't Always Get What You Want)」（ロンドン・バッハ合唱団はコーラスで参加したが、他の収録曲の内容から「恐れ」たためクレジットの削除を要求した。しかしその後この要求を撤回した）、「ミッドナイト・ランブラー」、ロバート・ジョンソンのカバーである「むなしき愛」が含まれた。ジョーンズとテイラーはそれぞれ2曲に参加している。
ストーンズはアメリカツアーの直後、カリフォルニア州サンフランシスコから東に約50マイル離れたオルタモント・スピードウェイで行われたオルタモント・フリーコンサートに出演。この公演はストーンズからのクリスマスプレゼントとして入場無料で企画されたものであったが、20万人から50万人の観客が殺到したことに加え設営の準備不足から大混乱に陥った。警備員として雇われた暴走族ヘルズ・エンジェルスが、武器を所持していたとして観客の黒人青年メレディス・ハンターを刺殺するという、いわゆる「オルタモントの悲劇」も起こった。ツアーの一部とオルタモント・コンサートの様子はメイスルズ兄弟の手によって『ギミー・シェルター』に収められた。また、海賊版が広く出回るようになったため（本ツアーの様子は「Live'r Than You'll Ever Be」として発売された）、その対応として『ゲット・ヤー・ヤ・ヤズ・アウト（イギリス1位；アメリカ6位）』が1970年にリリースされた。評論家のレスター・バングスは史上最高のライブアルバムと評している。
この年の大晦日には60年代のヒット曲を特集したBBC製作の番組「Pop Go The Sixties」に出演し、ストーンズは「ギミー・シェルター」を演奏している。

### 1970–1974

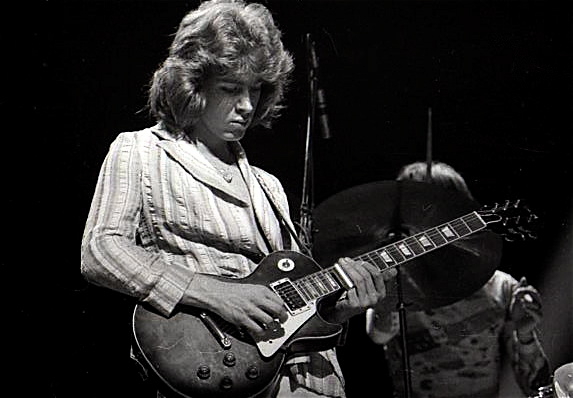
ミック・テイラー、1972年

1970年、バンドはアラン・クレインおよびデッカ・レコードとの契約を終了した。クレインとの契約紛争の間に、バンドは自らのレーベル、「ローリング・ストーンズ・レコード」 (Promotone BV) を設立した。同レーベルからの第1弾作品として『スティッキー・フィンガーズ』（イギリス1位；アメリカ1位）を1971年3月に発売した。アルバムジャケットはアンディ・ウォーホルがデザインした。同作には「ブラウン・シュガー」「ワイルド・ホース」が収められたが、これらは1969年のアメリカツアー中にアラバマ州のマッスル・ショールズ・サウンド・スタジオで録音されたものであった。アルバムはブルースの影響を強く受けた前2作の路線を引き継いでいた。その特徴として「ルーズで、今にも崩れそうな雰囲気」を持ったアルバムであり、また、テイラーが完全参加した初のアルバムでもあった。ストーンズのデッカでの作品権利はクレインのアブコ・レコードが所有している。
『スティッキー・フィンガーズ』の発売後、金融面での勧告を受け、高額な累進課税に辟易していたジャガーとリチャーズ、ワイマンの3人はフランス南部へ移住する。バンドは移住直前にイギリスで「フェアウェル」ツアーを行った。リチャーズはヴィルフランシュ＝シュル＝メールに家を借り、メンバーや友人達と生活した。バンドはモービル・ユニットを使い、地下室で録音を行った。その音源は最終的にロサンゼルスのサンセット・スタジオで編集され、2枚組アルバム（CDでは1枚）『メイン・ストリートのならず者』（イギリス1位；アメリカ1位）として1972年5月に発売された。評論家ロバート・クリストゴーはこのアルバムをA+と評価し、レスター・バングズはこのアルバムに低評価を与えたが、数ヶ月の内にその評価を一転させ、『ならず者』はストーンズの最高傑作の一つであると認めている。アルバム発表後、3年ぶりの全米ツアーを行った。その頃に撮影された映画『コックサッカー・ブルース』（未公開）と『レディース・アンド・ジェントルメン』（1974年）はツアーのドキュメンタリーであり、テリー・サザーンも出演している。
1972年11月、バンドはジャマイカのキングストンでセッションを始める。『山羊の頭のスープ（Goats Head Soup）』（イギリス1位；アメリカ1位）は1973年に発売された。シングル「悲しみのアンジー（Angie）」は世界的なヒットとなり商業的には成功したが、生ぬるく容認された最初のアルバムであった。本作のセッションでは数多くのアウトテイクが生じ、例えば「友を待つ（Waiting on a Friend）」の初期版も録音されていた。同曲は8年後に『刺青の男』で発表された。

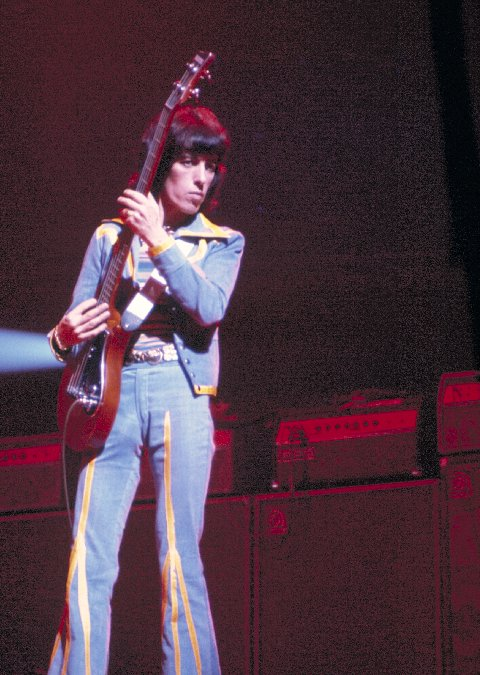
ビル・ワイマン、1975年

録音作業は薬物に関する別の法廷闘争で中断された。フランス滞在当時の件でリチャーズの逮捕令状も発行されたため、他のメンバーは証言のためフランスに戻らなければならなかった。これと平行してジャガーの薬物に関する裁判（1967年および70年）が行われ、73年初めに予定されていたパシフィック・ツアーの計画は混乱した。日本公演は前年に計画されていたが、メンバーの麻薬所持による逮捕歴や、ビートルズ来日の時のような混乱を理由に入国許可が下りなかったため、入場券が完売していたにもかかわらず公演は直前に中止された。その後、1990年の初来日までストーンズの公演は実現しなかった。リチャーズは6月にイギリスで逮捕された。その後3年ぶりのヨーロッパツアーはフランスを迂回して、9月から10月にかけて行われた。
バンドはミュンヘンのミュージックランド・スタジオで次回作の録音を行う。アルバム『イッツ・オンリー・ロックンロール』（イギリス2位；アメリカ1位）は1974年にリリースされたが、ジミー・ミラーは麻薬の問題もありプロデューサーを降りていた。代わってミックとキースが「グリマー・ツインズ」としてプロデュースを行った。アルバムのタイトルナンバー「イッツ・オンリー・ロックンロール」は名義こそジャガー/リチャーズになっているものの、実際にはロン・ウッドが作曲し、ジャガーが詞をつけるという意外な形で完成された。これは、同曲が元々ウッドがソロアルバムのレコーディングのために曲を作っていたため。「たかがロックンロール、でも俺はそれが好きなんだ」というストーンズの意気地ともいえる歌詞は、ウッドの自宅にきて酒を飲み交わしていた際にジャガーとフェイセズのメンバーであるケニー・ジョーンズとの口論から生まれたという。これが原因なのか定かではないが、同曲のヴォーカルはミックとケニーの二人がとっている。これは結果的に、後のメンバー昇格する要因の一つだったと思われる（ジャガー/リチャーズ/ウッドという共同名義で作曲をしているものがある）。
1974年の終わり頃になると、テイラーはメンバーとして我慢がならなくなっていた。バンドの状況は複雑な物になっており、互いに異なった国に住み、法的な問題が活動の障害となっていた。加えて、リチャーズの薬物使用が進み、そしてテイラーは自身の創造的な貢献が認められていないと感じていた。年末、ミュンヘンでのセッションの間にテイラーはストーンズを脱退した。1980年に彼は「僕は少しうんざりするようになっていた。僕は自分のギタリストとしての範囲を広げて、他に何かしたかった。...僕は当時、本当は歌を書いたり作ったりしていなかった。僕はちょうど書き始めていたんだ。そして、それは僕の決定に影響した。...頂きから頂きへとずっと渡っていける何人かの人がいる。彼らは他の誰かの成功に沿って乗ることができる。そして、それが十分でない何人かの人々もいる。僕は本当にそれが十分でなかった。」と語っている。

### 1975–1982

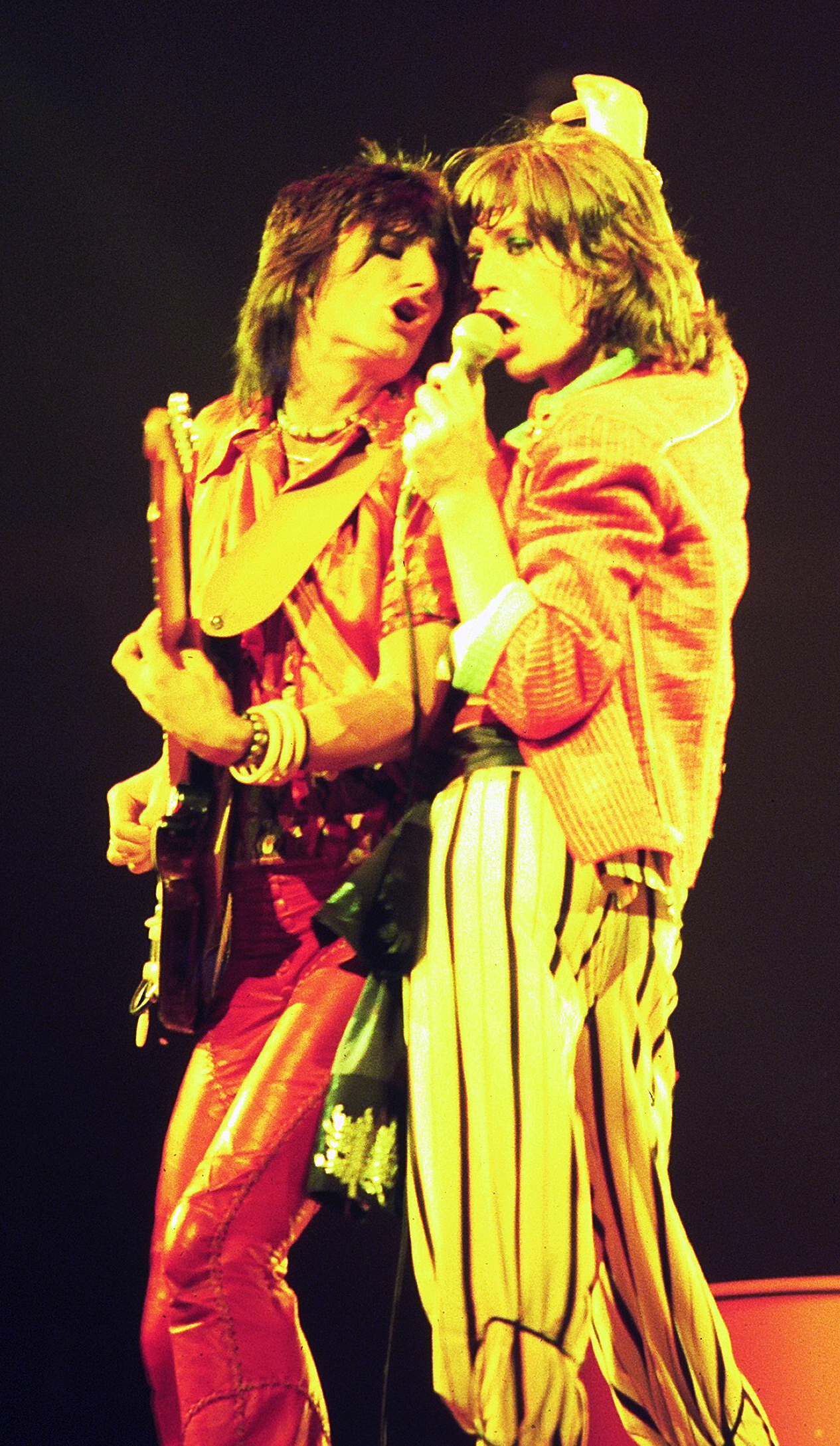
ロン・ウッド（左）、ミック・ジャガー（右）、1975年

1975年、テイラーの後任ギタリストを探すため、ミュンヘンで後に「グレイト・ギタリスト・ハント」と呼ばれる選考を行った。このセッションに招待されたのは、後にメンバーとなるウッドの他、ハンブル・パイのリード・ギタリストであったピーター・フランプトン、ジェフ・ベック、ロリー・ギャラガー、ウエイン・パーキンス、ハービィ・マンデルなどがいた（ジェフとロリーは当初、オーディションだったことを知らなかったと語っている。また、彼らは決して加入に同意しなかったろうとも語っている）。シュギー・オーティスもこのセッションに参加したが、加入には至らなかった。パーキンスとマンデルの演奏は、『ブラック・アンド・ブルー』（イギリス2位；アメリカ1位）に収められた。しかしながらジャガーとリチャーズは、ストーンズを純粋なブリティッシュバンドのままにしておきたかった。ウッドがオーディションを受けると、満場一致で採用が決まった。
ウッドは、すでにバンドとの共演経験があり、「イッツ・オンリー・ロックンロール」の作曲および録音に貢献していた。彼は、ジャガーの要請をフェイセズとの絆を理由に断っており、「それは本当に俺にとって重要だった」と語っている。ウッドは、ストーンズの75年北米ツアーへの参加を公約したが、それはロッド・スチュワートがフェイセズを正式脱退し解散したことを受けたものであり、諸説はありながらもこの時点を「ロンのローリング・ストーンズの加入」とする説が一般的である。ウッドは後にストーンズの正式メンバーとなった。

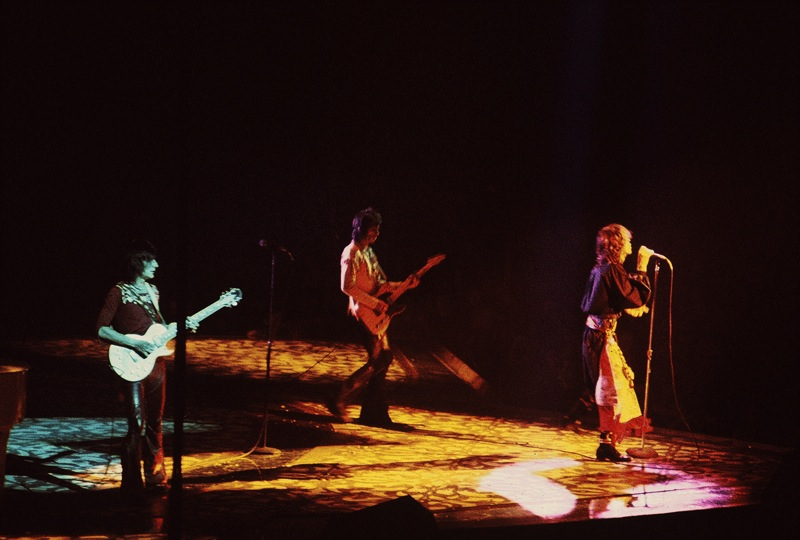
ツアー・オブ・アメリカ '75、1975年7月23日

1975年北米ツアーはニューヨークのブロードウェイにおいて行われたトレーラーのステージ上での公演で始まった。サポート・メンバーとしてウッド（ギター）、ビリー・プレストン（キーボード）、オリー・ブラウン（パーカッション）などが参加した。公演によっては、イアン・スチュワート（ピアノ）が参加している。ステージには巨大なファルスとロープが現れ、ジャガーは聴衆の上でそれを揺り動かした。ジャガーはトロントのエル・モカンボ・クラブでの録音を設定し、その様子をライブ盤『ラヴ・ユー・ライヴ』（イギリス3位；アメリカ5位）に収めた。
1976年3月に、ウッドのストーンズへの正式加入が発表され、同時にツアー開催も予告された。4月、前年のメンバーのままヨーロッパ・ツアーを行うと同時に、ウッド正式加入後初のアルバム『ブラック・アンド・ブルー』が発売された。
しかしツアー中、ヘロイン依存症状が更に悪化したリチャーズが公演中に居眠りをしたり、ホテルで禁断症状を起こし心停止しかけるなど、事件が後を絶たなかった。それを見ていたウッドが警察を欺いてヘロインを調達して来たという逸話がある。ストーンズはツアーの締めとしてネブワース・フェスティバルに出演し、25万人を超える聴衆の前で演奏した。
1977年2月、リチャーズはトロントへ遅れて到着した。他のメンバーはすでにトロントで彼を待っており、リチャーズに対して現在地を尋ねる電報を送信している。2月24日、アニタ・パレンバーグと共にトロントに到着したリチャーズは税関によって拘束された。荷物の中から大麻10グラムとヘロインの形跡が発見されたためであった。パレンバーグは逮捕されたが、出廷を約束し釈放された。その3日後、パレンバーグの逮捕状を持った王立カナダ騎馬警察がリチャーズの部屋を訪れ、22グラムのヘロインを発見した。リチャーズは麻薬密輸の罪で告発される。後に検察官は、リチャーズがカナダ到着後にヘロインを入手したと認めた。バンドがエル・モカンボ・クラブという小さなクラブで行う2回の公演のためにカナダを訪問した際に起こった事件だった。公演の様子はアルバム『ラヴ・ユー・ライヴ』に収録された。同時にこのカナダ訪問では、当時の首相ピエール・トルドーの夫人、マーガレット・トルドーとの不祥事があった。マーガレットが公演の後にバンドとのプライベート・パーティに出席したことが判明するとより多くの論争が巻き起こったのである。バンドが行った2回の公演は公には告知されず、エル・モカンボはその1週間がカナダのバンド、エイプリル・ワインの録音で予約されているとしていた。ローカルラジオ局の1050 CHUMが、エイプリル・ワインの無料公演への招待券をラジオ番組のコンテストの当選者に配布していた。当選者達は金曜日と土曜日に行われた公演で、舞台に現れたストーンズを見て驚いていた。
3月4日、パレンバーグは空港での一件に関して罰金を命じられた。1年以上長引いた裁判の末、リチャーズは執行猶予を受け、オシャワで2回のチャリティ公演を行うよう命じられた。2つの公演は共にローリング・ストーンズとニュー・バーバリアンズ（ウッドが最新のソロアルバムを宣伝するために結成したバンドにリチャーズを加えたグループ）の共演で行われた。この一件でリチャーズはヘロインの使用中止を固く決心した。また、3番目の子ども（タラ）の死以来、張り詰めていたパレンバーグとの関係の終焉にも大きく影響した。さらにパレンバーグはリチャーズがヘロインを止めようと努力していた際も、ヘロインに耽溺するのを止めることはできなかった。リチャーズが法的および個人的な問題を解決しようとしていた間、ジャガーは多忙を極める生活を続けていた。彼はニューヨークのディスコクラブ、スタジオ54の常連で、しばしばモデルのジェリー・ホール (Jerry Hall) と訪れていた。ビアンカとの結婚生活は長年の別居の後1977年に終了した。
ストーンズは1970年代前半からの人気を維持していたが、評論家達はバンドの勢いが衰えたと言い、またレコードの売り上げも期待外れになった。1970年代後半にパンク・ロックが生じると、その支持者はストーンズを年老いた金持ちの音楽であり、停滞した無意味でな音楽と批判した。これは1978年になると一変した。アルバム『女たち』（イギリス2位; アメリカ1位）が発売され、「ミス・ユー」「ファーラウェイ・アイズ」「ビースト・オブ・バーデン」「シャッタード」がシングルカットされた。これらはパンク・ムーブメントでの批判に対する返答とされ、大半がテンポの速い単純なギタードライヴのロックンロールであった。アルバムの成功は若年層の人気回復に貢献した。アルバム発表と同時に全米ツアーが始まり、バンドは宣伝のため「サタデー・ナイト・ライブ」に出演した。バンドは翌年のヨーロッパツアーは行わず、1967年以来3年ごとに行っていたツアーの習慣は破られた。
1979年4月、裁判所命令に従ってチャリティ公演をオシャワ・ホールで開く。ニュー・バーバリアンズはよくリチャーズがリーダーだと誤解されているが、実際はウッドである。これはメディアがこぞってリチャーズに注目したためと思われる。バーバリアンズは、5月いっぱいまで全米ツアーを行った。メンバーはウッド（ヴォーカル&ギター）、リチャーズ（ギター&ヴォーカル）、イアン・マクレガン（キーボード&ピアノ）、スタンリー・クラーク（ベース）、ジョセフ・モデリステ（ドラムス）、ボビー・キーズ（サックス）。このツアーの模様は、ウッドが設立したレコード会社よりライヴ・アルバム（ロサンゼルス公演のもの）として、2006年になってようやく日の目を見た。またウッドは、来日公演も検討していたという。
ストーンズは79年、80年ごろには明確にスランプに陥っていたが、『女たち（Some Girls)』の成功に続いて、ストーンズは1980年中頃に『エモーショナル・レスキュー』（イギリス1位; アメリカ1位）を発表したが、このアルバムの録音は、ジャガーとリチャーズの関係が悪化したことと、音楽的スランプのため、混乱に陥ったとされている。何度も逮捕されたにもかかわらず、リチャーズは未だにヘロインを使用していたとイアン・マクレガンは語った。リチャーズはまたアルバムのプロモーションとして80年の夏か秋にツアーを行いたがったが、ジャガーはこれを拒否した。『エモーショナル・レスキュー』はアメリカとヨーロッパで共に1位となり、シングル「エモーショナル・レスキュー」はアメリカで3位となった。
1981年初めに再結集し、その年に全米ツアーの開催を決定したバンドは、同年前半の僅かな時間でアルバムを作成し、ツアーのリハーサルを行った。『刺青の男』（イギリス2位; アメリカ1位）は8月31日に発売され、このアルバムより先行シングルで、ジャガーに「80年代の代表曲」といわしめた「スタート・ミー・アップ」が発売され、アメリカで2位、ビルボードのその年のチャートでは22位を記録した。2つの曲、「友を待つ」（アメリカ13位）「トップス」では元メンバーのテイラーがギターを演奏した。一方「奴隷（Slave）」と「友を待つ」ではソニー・ロリンズがサックスを演奏した。また、「ハング・ファイヤー」もビルボードのチャートで20位を記録した。1970年代のツアーに比べ破格の規模となった3年ぶりの全米ツアーは、9月25日から12月19日まで行われた。ツアーそのものは非常に精力的で、それまでと比べると（麻薬の影響もあっただろうが）かなり新鮮味のあるツアーとなっていた。同ツアーは同年最高額の売り上げに達し、またいくつかの公演は録音された。その模様は翌年にライヴ・アルバム『スティル・ライフ』（イギリス4位; アメリカ5位）として発表された。また、1983年にはハル・アシュビーによって映画『レッツ・スペンド・ザ・ナイト・トゥゲザー』として公開された。この映画にはアリゾナ州テンピのサン・デヴィル・スタジアム、ニュージャージー州メドウランズのブレンダン・バーン・アリーナでの公演が収録された。
1982年中頃、バンド結成20周年を記念するため、6年振りとなるヨーロッパ・ツアーを開始。前年の全米ツアーを踏襲した物であった。このツアーで、元オールマン・ブラザーズ・バンドのチャック・リーヴェルがサポート・メンバーとして加わる。このヨーロッパ・ツアーを最後に、ストーンズは1989年までライヴ活動を休止することとなる。年末までにバンドはCBSと4作のアルバム制作を2,800万ドルで契約した。

### 1983–1991

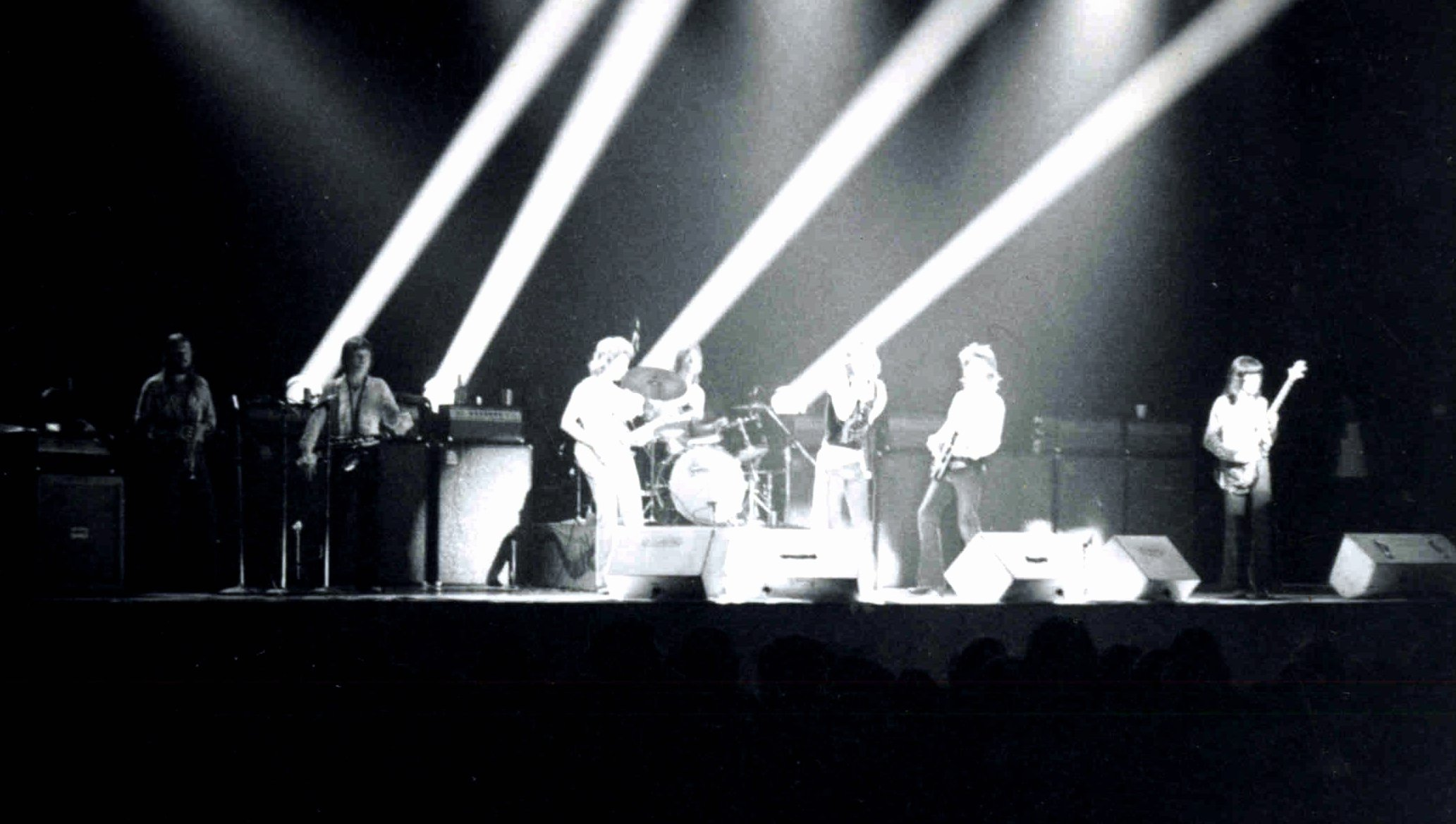
ストーンズ、1972年

アトランティックとの契約を終える前の1983年後半に、ストーンズは『アンダーカヴァー』（イギリス3位; アメリカ4位）を発売した。好意的なレビューとタイトルトラックのトップ10入りにもかかわらず、アルバムの売り上げは期待に外れ、サポートのツアーも行われなかった。新たなレーベル、CBSレコードがアトランティックの旧譜を引き継いだ。
このアルバムのセッションの頃から徐々にメンバー内の人間関係が悪化（81～82年のツアー中にもそれはジャガーとリチャーズとの間に現れ始めているが）し始めた。ジャガーはCBSとソロ契約を結び、最初のソロアルバムのために1984年の大半を費やすこととなった。また、彼はストーンズの枠組みの中で無意味にされると感じていたと述べている。リチャーズはジャガーの行動に対して驚きを感じていた。1985年までにジャガーが個人的な録音作業に多くの時間を費やす一方で、ストーンズの1986年のアルバム『ダーティ・ワーク』（イギリス4位; アメリカ4位）にはリチャーズが殆どの楽曲を提供し、また以前のアルバムよりウッドが多くの貢献をしていた。リチャーズが作業を主導したのに対しジャガーは休みがちであった。
1985年6月、ジャガーはデヴィッド・ボウイと共に「ダンシング・イン・ザ・ストリート」を録音、プロモーションビデオを撮影した。これはライヴエイドのチャリティ・ムーブメントの一環として行われた物であった。これはジャガーの最初のソロ・パフォーマンスの一つで、同シングルはイギリスで1位、アメリカで7位を獲得した。1985年12月、バンドの共同設立者でありキーボードを担当していたスチュワートが心臓発作により死去した。47歳であった。バンドは1986年2月、グラミー賞、ライフタイム・アチーブメント賞を受賞する2日前にロンドンの100クラブで非公開の追悼公演を行った。
ジャガーのソロ活動、ワッツの酒や薬物依存で人間関係が悪化する中、リチャーズが制作を主導した『ダーティ・ワーク』は1986年3月に発売された。同作はアメリカでのトップ5ヒットとなった「ハーレム・シャッフル」が収録されていたにもかかわらず賛否両論の評価を受けた。また、前年に死去したスチュワートの短いピアノが最後に収録されている。リチャーズとの関係が悪化していたジャガーはアルバム宣伝のためのツアーを拒否し、代わりにストーンズの楽曲を含んだ自身のソロツアーを行った。リチャーズはこの期間のジャガーとの関係を「第三次世界大戦」と呼んだ。バンド内の破綻した人間関係により、ストーンズはほぼ解散状態であった。ジャガーのソロ『シーズ・ザ・ボス』（1985年、イギリス6位; アメリカ13位）と『プリミティヴ・クール』（1987年、イギリス26位; アメリカ41位）はある程度の成功を得た。そしてストーンズが不活発なままの1988年にメンバーの中で唯一ソロ活動をしていなかったリチャーズがついに自身のバンド、エクスペンシヴ・ワイノーズを結成し、ソロ活動を開始、最初のソロアルバム『トーク・イズ・チープ』（イギリス37位; アメリカ24位）を発表した。同作はファンと評論家から好意的に受け入れられ、アメリカではゴールドアルバムを獲得した。
1989年前半、ロックの殿堂入りした。ジャガーとリチャーズは憎しみを超えて新作アルバムの製作を働きかけた。実に3年ぶりとなるアルバム『スティール・ホイールズ』（イギリス2位; アメリカ3位）はストーンズの氷河期の終わりを告げるものだった。シングルは「ミックスト・エモーションズ」（アメリカ5位）、「ロック・アンド・ア・ハード・プレイス」（アメリカ23位）、「オールモスト・ヒア・ユー・サイ」（アメリカ50位）がリリースされた。中でも「ミックスト・エモーションズ」はメンバーの和解を象徴するナンバーであり、人間関係の悪化より停滞していたバンド活動の停止に終止符を打つこととなった。また、「コンチネンタル・ドリフト」は1989年にモロッコのタンジールで録音され、マスター・ミュージシャン・オブ・ジャジューカが加わった。コーディネートはトニー・キングとシェリー・ナッティングが行い、BBCのドキュメンタリー「ザ・ローリング・ストーンズ・イン・モロッコ」がナイジェル・フィンチによって製作された。
アルバムの発売に続き、8年ぶりとなる全米ツアー及び、日本やヨーロッパなどを含む世界ツアー（北米及び日本では「スティール・ホイールズ・ツアー」、ヨーロッパでは「アーバン・ジャングル・ツアー」と銘打たれた）を開始。ツアーの実施告知がイベント化したのもこの頃からである。前座はリヴィング・カラーとガンズ・アンド・ローゼズなどが担当し、バンドにはホーンセクション、バックアップシンガーのリサ・フィッシャー、バーナード・ファウラーが加わった。同ツアーからのライブアルバム『フラッシュポイント』（イギリス6位; アメリカ16位）が発売された。同作には新曲2曲「ハイワイアー」「セックス・ドライヴ」が含まれた。また、同ツアーからIMAX仕様のライブフィルム「アット・ザ・マックス」が1991年に公開された。加えて同ツアーでは東京ドームでの初来日公演が実現した。麻薬常習などを理由に、以前は日本政府から許可が降りなかったが、以降は何度か来日を果たすこととなる。
このツアーはワイマンにとって最後のツアーとなった。ワイマンはストーンズを脱退したが、1993年1月までその事実を公式発表しなかった。彼はその後バンドの歴史を綴った「ストーン・アローン」を出版した。数年後にはリズム・キングスを結成し、再び録音とコンサートツアーを始めた。

### 1992–2004
スティール・ホイールズ / アーバン・ジャングルツアーの成功後に、バンドは休暇を取った。ワッツは2枚のジャズアルバムを発売し、ウッドは11年ぶりに5枚目のソロ・アルバム『スライド・オン・ディス』を発売した。リチャーズは1992年後半に2枚目のソロ・アルバム『メイン・オフェンダー〜主犯〜』（イギリス45位; アメリカ99位）を発売して、スペインとアルゼンチンでの大規模公演を含む短期間のツアーを行った。ジャガーは3枚目のソロ・アルバム『ワンダーリング・スピリット』（イギリス12位; アメリカ11位）を発売し、商業的成功と高評価を得た。同作は世界中で200万枚以上の売上を記録し、アメリカではゴールドアルバムを獲得した。
1993年1月のワイマン脱退後、ストーンズはヴァージン・レコードと契約し、ライブ・アルバム3枚を除く『スティッキー・フィンガーズ』から『スティール・ホイールズ』までの旧譜をリマスターの上再発、コンピレーション・アルバム『ジャンプ・バック』（イギリス16位; アメリカ30位）を発売した。1993年までにストーンズは次のスタジオ・アルバムの制作に入った。マイルス・デイヴィスおよびスティングのサイドマンを務めたダリル・ジョーンズがワイマンの代わりとしてワッツに採用され、『ヴードゥー・ラウンジ』の録音に参加した。同アルバムはイギリスで1位、アメリカで2位を獲得し、高評価および高売り上げを達成、アメリカでダブル・プラチナを獲得した。ワイマンが脱退した反動からか、ベースを中心とした低音重視の音作りをしており、曲調も新人バンドに戻ったような瑞々しさのある曲が多かった。評論家はアルバムの「トラディショナリスト」な音に注目した。これは新たなプロデューサーのドン・ウォズに依るところが大きかった。同作は1995年のグラミー賞で最優秀ロック・アルバム賞を獲得した。
アルバムの発売に伴い、1994年から95年にかけてヴードゥー・ラウンジ・ツアーが実施された。また様々な公演およびリハーサルからの録音（多くはアコースティックナンバー）を編集した『ストリップド』（イギリス9位; アメリカ9位）がリリースされた。同作ではボブ・ディランのカヴァー「ライク・ア・ローリング・ストーン」が収録され、それまで公演ではあまり演奏されなかった「シャイン・ア・ライト」、「スウィート・バージニア」、「クモとハエ」といった曲も収められた。1994年9月8日、ストーンズはニューヨークのラジオシティ・ミュージックホールでMTVビデオ・ミュージック・アワーズに出演、「ラヴ・イズ・ストロング」と「スタート・ミー・アップ」を演奏した。バンドは授賞式でライフタイム・アーカイヴメント賞を受賞した。
ストーンズはインターネット上で公演を中継放送した最初のメジャー・アーティストであった。1994年11月18日に20分間のビデオがMboneを使用して、1秒間当たり10フレームで放送された。放送はThinking Picturesが技術を担当し、サン・マイクロシステムズが出資して行われた。この放送はストリーミング・ビデオの最初のデモンストレーションの1つであり、本当のネット配信ではなかったが、多くの技術が紹介された。

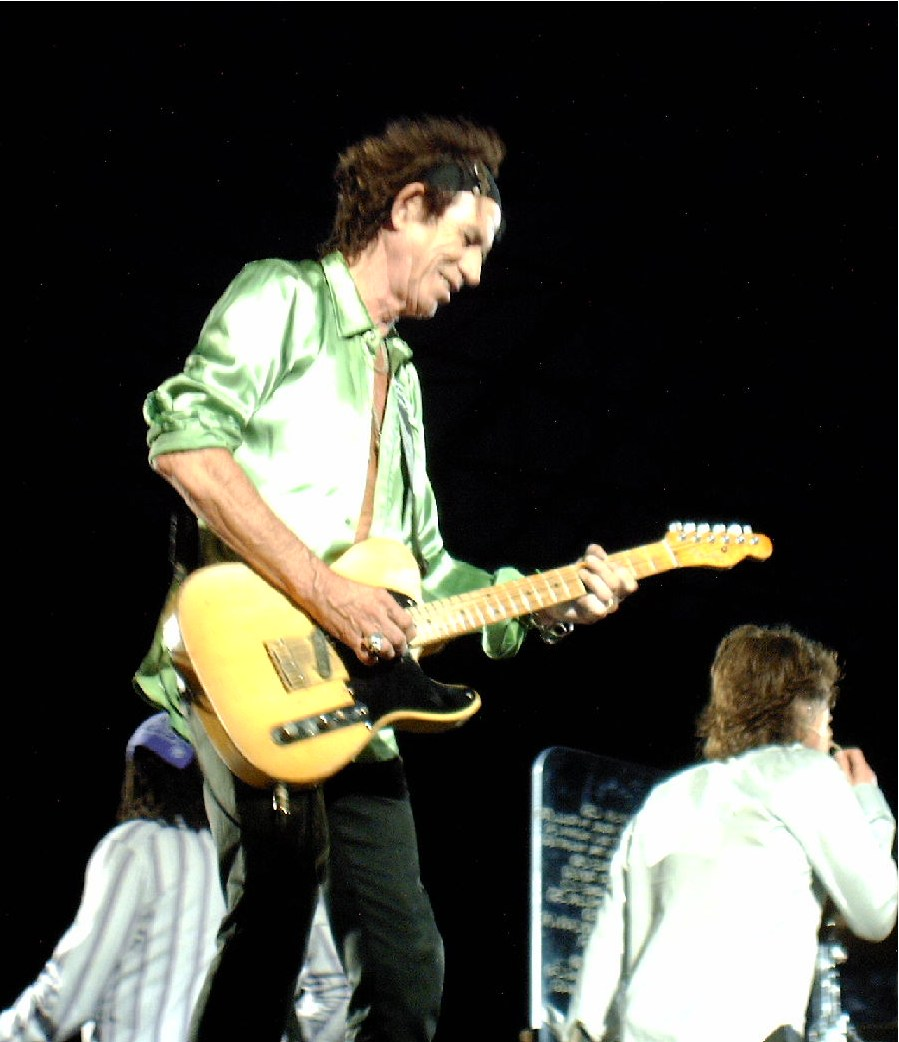
キース・リチャーズ、2006年

ストーンズの90年代を締めくくった『ブリッジズ・トゥ・バビロン』（イギリス6位; アメリカ3位）は1997年にリリースされ、賛否両論の評価を得た。シングルカットされた「エニバディ・シーン・マイ・ベイビー?」のプロモーション・ビデオにはアンジェリーナ・ジョリーがゲスト出演し、MTVとVH1で何度も放送された。また、同年11月にリリースされたB.B.キングのアルバム『デューシズ・ワイルド』に収録された「ペイング・ザ・コスト・トゥ・ビー・ザ・ボス」のレコーディングには、ストーンズのメンバー全4人とサポート・メンバーのダリル・ジョーンズが参加した。
アルバム『ブリッジズ・トゥ・バビロン』の売り上げは前作とほぼ同様（アメリカで約120万枚）となり、続いて行われたブリッジズ・トゥ・バビロン・ツアーはヨーロッパを横断、北米を回ってその他の地域でも行われ、バンドが未だ強力な生演奏を行えることを証明した。再びライブ・アルバム『ノー・セキュリティ』（イギリス67位; アメリカ34位）が本ツアーから編集されたが、収録曲は「リヴ・ウィズ・ミー」と「ザ・ラスト・タイム」以外は未発表の楽曲ばかりであった。1999年にはアメリカでノー・セキュリティ・ツアーを開始し、ヨーロッパではブリッジズ・トゥ・バビロン・ツアーを継続した。ノー・セキュリティ・ツアーは近年の花火や巨大ステージのツアーとは対照的に簡素なステージで行われた。
ジャガーは2001年後半に4枚目のソロ・アルバム『ゴッデス・イン・ザ・ドアウェイ』（イギリス44位; アメリカ39位）を発売したが、賛否両論の批評を受けた。アメリカ同時多発テロ事件の一ヶ月後、ジャガーとリチャーズは「ザ・コンサート・フォー・ニューヨーク・シティ」に出演、バックバンドと共に「地の塩」と「ミス・ユー」を演奏した。
2002年、バンドは結成40周年を記念した2枚組のベスト・アルバム『フォーティ・リックス』（イギリス2位; アメリカ2位）を発売した。新曲4曲が収録された同作は世界中で700万枚以上を売り上げた。同年、Q誌の「死ぬ前に見るべき50のバンド」の一つに選出された。また、2002年から2003年にかけてフォーティ・リックス・ツアーが行われた。このツアーは小劇場やアリーナ、スタジアムでの公演が行われた。トロントでは「to help the city」と掲げた公演がモルソン・カナディアン・ロックス・フォー・トロントで行われ、SARSの流行で打撃を受けた都市に対する支援となった。バンドがトロントで公演を行ったのはスティール・ホイールズ・ツアーのリハーサル以来であった。公演は約49万人を動員した。
2003年11月9日、バンドは香港ハーバーフェストの一環として香港における最初の公演を行った。同月に4枚組DVDセット『フォー・フリックス』を発売。バンドはこれを独占的に販売する権利をベスト・バイに与え、それを受けていくつかのカナダとアメリカにおける小売店（HMVカナダとサーキット・シティー・ストアーズを含む）ではストーンズのCDとグッズが棚から撤去され、事情を説明する札が掲示された。12月12日、ジャガーはバッキンガム宮殿においてチャールズ皇太子からナイトの称号を授与された。2004年にはリックス・ツアーの模様を収めた2枚組アルバム『ライヴ・リックス』（イギリス38位; アメリカ50位）が発売され、アメリカでゴールドアルバムを獲得した。2004年11月にはイギリス音楽の殿堂入りの候補となった。

### 2005–2011
2005年7月26日、ジャガーの誕生日にバンドは8年ぶりの新作アルバムのタイトルを『ア・ビガー・バン』と発表した。同作は9月6日に発売され、ローリング・ストーン誌を始めとして熱烈な評価が行われた。シングル「ストリーツ・オブ・ラヴ」はイギリスとヨーロッパでトップ15のヒットとなった。
収録曲「スウィート・ネオ・コン」は、ジャガーによるアメリカのネオコンに対する批判が含まれた。伝えられるところによると、同曲はリチャーズの反対によりアルバムから削除されるところであった。彼はイラク戦争批判のために論争に巻き込まれたディクシー・チックスのようになるのを恐れたのかと尋ねられ、アルバムが来るのが先だと答え、「俺はすこしの政治的な『コップの中の嵐』によって脇に逸らされたくない。」と発言した。
アルバム発表に伴った「ア・ビガー・バン・ツアー」は2005年8月に始まり、北米、南米、東アジアで行われた。2006年2月、バンドはミシガン州デトロイトで行われた第40回スーパーボウルのハーフタイムショーに出演した。2005年末までにツアーの収益は1億6200万ドルを記録し、ストーンズ自身が1994年に記録した北米における最高収益を更新した。2006年2月18日にはリオデジャネイロのコパカバーナ・ビーチで無料公演を行い、150万人を動員した。

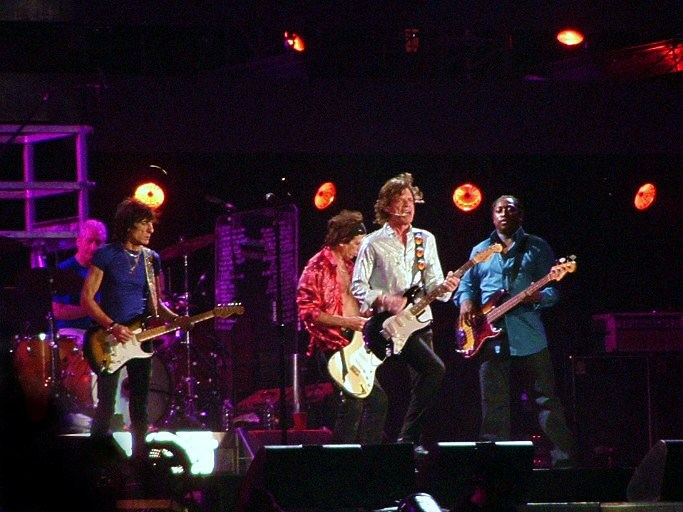
ストーンズ、2006年

2006年3月から4月にかけて日本、中国、オーストラリア、ニュージーランドでの公演を行ったストーンズはヨーロッパ・ツアー前の休暇に入った。この間に旅行先のフィジーで木から落下し、7.5メートル下の砂浜に叩きつけられたリチャーズはニュージーランドの病院に入院した。この事故によりヨーロッパ・ツアーは開始が6週間遅れることとなった。2006年6月、ウッドがアルコール依存症の治療を続けていることが伝えられた。しかしながら、再編成されたヨーロッパ・ツアーの日程に影響を与えることは無かった。2006年7月から9月まで21公演が予定されたが、その内2公演はジャガーの咽喉の問題により中止された。
2006年、北朝鮮の金正日の息子・金正哲（クラプトンのファン）が韓国と共同で招請したエリック・クラプトンコンサートの平壌開催が実現しなかったため、代わりとして韓国側からローリング・ストーンズの平壌公演が打診され、メンバーも開催に肯定的だったとされた。しかし、北朝鮮側から逆に「退廃的すぎる」とされて実現しなかったと伝えられた。
2006年9月から北米ツアーのセカンド・レグが始まり、2007年6月5日からヨーロッパツアーのセカンド・レグが始まった。2006年11月までにツアーは4億3700万ドルの収益を上げ、当時の最高額を記録したツアーとなった。北米ツアーは1億3850万ドルの収益を上げ、ストーンズ自身が2005年のツアーで達成した1億6200万ドル、同年のU2のツアーが達成した1億3890万ドルに次いで史上3位を記録した。

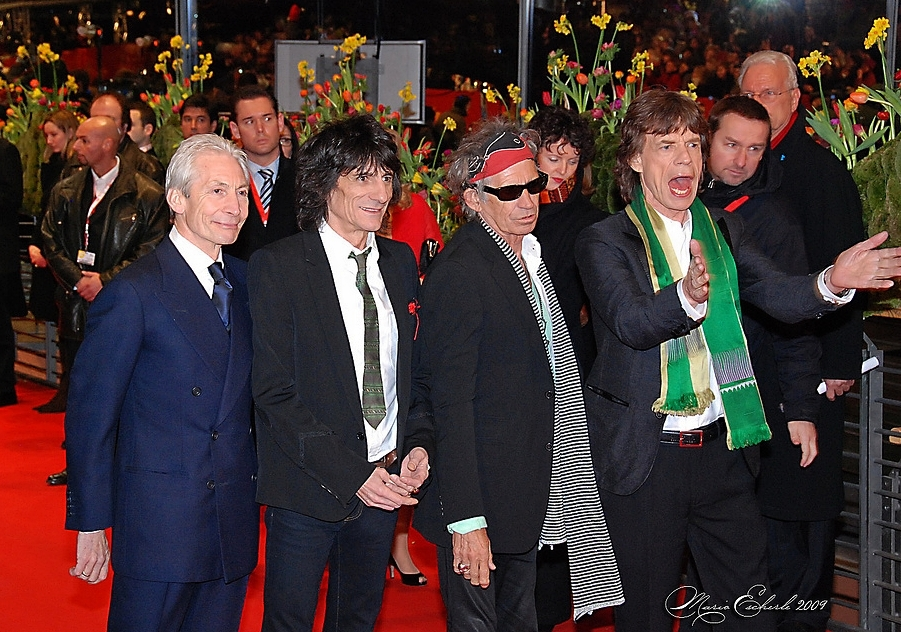
ベルリン国際映画祭でのストーンズ、2008年。『シャイン・ア・ライト』のプロモーションで。

マーティン・スコセッシが2006年10月29日と11月1日のニューヨーク、ビーコン・シアターでのライブを撮影し、ドキュメンタリー映画「ザ・ローリング・ストーンズ シャイン・ア・ライト」として公開された。同作にはゲストとしてバディ・ガイ、ジャック・ホワイト、クリスティーナ・アギレラが出演している。映画のサントラ盤『シャイン・ア・ライト』は2008年4月にリリースされ、イギリスで2位、アメリカで11位を達成した。これはストーンズのライブ盤として、1970年の『ゲット・ヤー・ヤ・ヤズ・アウト』以来の高順位であった。ビーコン・シアターでのショーではアトランティック・レコード元会長のアーメット・アーティガンがステージ裏で転倒、頭部を強打し2週間後に死亡した。
2007年3月24日にバンドはヨーロッパ・ツアー「ビガー・バン2007」を発表した。2007年6月12日に4枚組DVD『ザ・ビッゲスト・バン』がリリースされた。同作は7時間に及ぶドキュメンタリーで、オースティン、リオデジャネイロ、埼玉、上海、ブエノスアイレスでの公演が収められた。6月10日にバンドはワイト島での公演を行い、65,000人を動員した。8月26日、ツアー最終公演がロンドンのO2アリーナで行われた。ストーンズはツアー全体で5億5800万ドルの収益を上げ、ギネス世界記録に申請したことが発表された。
ジャガーは2007年10月2日に未発表3曲を含むソロ・コンピレーション『ヴェリー・ベスト・オブ・ミック・ジャガー』（イギリス57位、アメリカ77位）を発表した。11月12日にアブコは2枚組CD『ロールド・ゴールド～ヴェリー・ベスト・オブ・ザ・ローリング・ストーンズ』をリリースした。これは1975年のコンピレーション『ロールド・ゴールド』の再編集盤であり、イギリスで26位を獲得した。
ツアーからおよそ2年後の2007年の取材でジャガーは、バンドの引退時期を語らなかった。「僕はローリング・ストーンズがより多くのこと、より多くのレコード、そしてより多くのツアーを行えると確信している。僕たちはそのいずれも止める計画は無い。僕の考えとしては、僕たちが続けられると確信している。」2008年3月にリチャーズは『シャイン・ア・ライト』のプレミアでのインタビューで新しいスタジオ・アルバムを用意しているかもしれないという噂を引き起こした。「俺は俺たちが別のアルバムを作るかもしれないと思うよ。この映画のプロモーションをする上で俺たちはもう一度やるよ。」ワッツは仕事を中断したときはいつも体調不良のためだったと述べた。2008年7月、ローリング・ストーンズはEMIとの契約を終了し、ユニバーサル ミュージックと契約したと発表した。『スティッキー・フィンガーズ』以降のアルバムはユニバーサル傘下のポリドール・レコードから再発された。アメリカにおける1994年以前の作品の権利はマーキュリー・レコードが有し、1994年以降の作品の権利はインタースコープ・レコードが所有する。ユニバーサル ミュージックは『スティッキー・フィンガーズ』以前の作品の権利を有するアブコのディストリビューターでもある。
秋の間にジャガー、リチャーズ、テイラーは、プロデューサーのドン・ウォズと共に『メイン・ストリートのならず者』セッションにおける未完成曲へ新たなヴォーカルとギターのパートを録音した。
2010年4月17日、バンドは限定版の7インチアナログ・シングル、未発表曲の「プランダード・マイ・ソウル」をレコード・ストア・デイに因んで発表した。これは『メイン・ストリートのならず者』リイシュー盤に収録された1曲で、B面は「オール・ダウン・ザ・ライン」であった。
4月23日、バンドはカンヌ国際映画祭に「ストーンズ・イン・エグザイル～「メイン・ストリートのならず者」の真実」（スティーヴン・キジャック監督）のプレミアで参加すると発表した。同作は『メイン・ストリートのならず者』レコーディング時のドキュメンタリー映画であった。
2010年5月23日、『メイン・ストリートのならず者』がリマスター盤として再発された。イギリスでは1位を達成し、これは同作が発表されて以来38年ぶりの記録であった。ストーンズは過去に発表した作品が再び1位を獲得した初のバンドとなった。アメリカでは発売第1週で76,000枚を売り上げ、チャートでは2位を記録した。未発表曲10曲を加えた2CD版の『メイン・ストリートのならず者』の他に、未発表曲のみの『メイン・ストリートのならず者（レアリティーズ・エディション）』もリリースされ、27位を記録した。
2010年10月11日、「レディース&ジェントルメン」が公開され、後にDVDで発売された。同作はデジタル・リマスターされ、アメリカ国内における特別の映画館で公開された。本作はザ・ローリング・ストーンズ・アメリカン・ツアー1972でのフォートワースとヒューストンでの4つのショーを編集したものであり、『メイン・ストリートのならず者』がフィーチャーされている。当初は1974年に公開されたが、その後はビデオなどでのリリースは行われず、数多くの海賊版として流通していた。
2011年4月19日、ストーンズとも交流のある英国ピアニストのベン・ウォーターズが発起し制作されたスチュワートへのトリビュートアルバムにメンバー全員が参加し、脱退したワイマンが録音に、テイラーが記念公演に参加した。
2011年10月4日、ストーンズは「サム・ガールズ・ライヴ・イン・テキサス'78」を公開した。本作もデジタル・リマスターが行われ、アメリカ国内では特別の映画館で公開された。内容は『女たち』リリース後のUSツアー1978におけるフォートワースでのショーを収録したもので、11月15日にはブルーレイ/DVDがリリースされた。
2011年10月18日、オフィシャル海賊版シリーズのデジタルダウンロード販売を、グーグル・ミュージック及びストーンズ公式通販サイト「STONES ARCHIVE」上で開始。第一弾として、1973年ヨーロッパツアーの模様を収めた非公式ライブ・アルバム「ブリュッセルズ・アフェア」を、ボブ・クリアマウンテンのリミックスを経て公式の下に発売。以後も1年間に亘り、1981年アメリカツアー、1975年アメリカツアー、1990年ジャパンツアー、2005年カナダシークレットギグ、1982年ヨーロッパツアーが順次発売された。

### 2012-2016

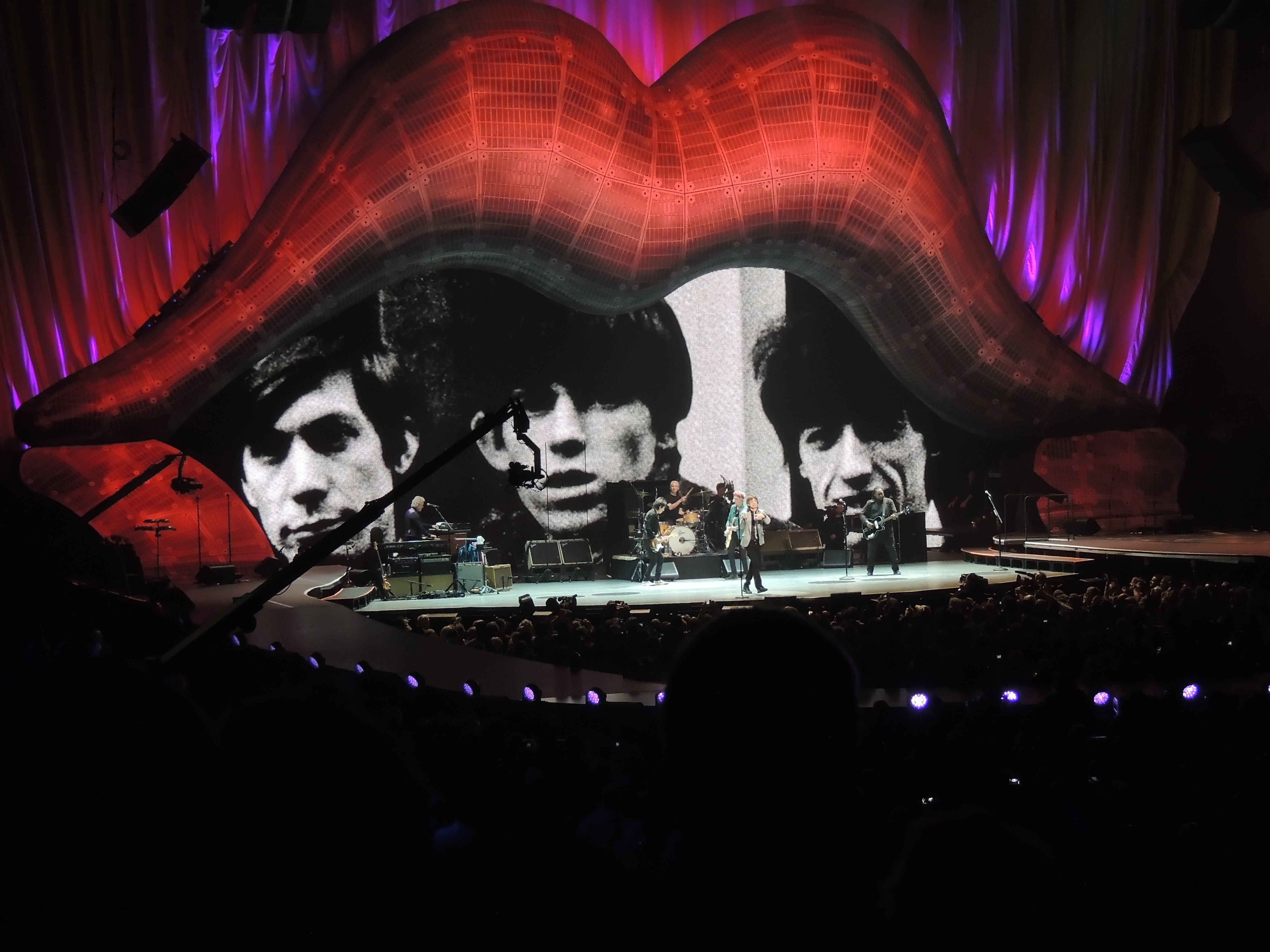
2012年12月13日にニュージャージー州のプルデンシャル・センターで開催された50＆カウンティングツアーの舞台セット。

ストーンズは2012年夏に結成50周年を祝って、ハードカバーの写真集「50」を発売した。バンドの象徴的なイメージである唇のロゴも、シェパード・フェアリーによってデザインされた新しいバージョンが明らかにされ、祝賀会で使用された。ジャガーの弟、クリス・ジャガーは祝賀会に合わせてスロベニアのローリング・ストーンズ・ミュージアムでギグを行った。
ブレット・モーガン監督のドキュメンタリー 『クロスファイア・ハリケーン』は、2012年10月に公開された。約50時間におよぶ取材が行われた。その中には元メンバーのワイマンやテイラーへのものも含まれた。これは1988年に結成25周年を記念して作られた『25x5』以来のドキュメンタリーとなる。11月12日には新しいコンピレーション・アルバム『GRRR!』が発売された。このアルバムは4つの異なった形態で発売され、新曲が2曲収められる。「Doom And Gloom 」「One Last Shot」の2曲はパリのウィリアム・テル・スタジオで8月の数週間で録音された。アルバムは世界中で200万枚以上の売り上げを記録した。ノオミ・ラパスを特集した「Doom and Gloom」のミュージックビデオは11月20日に発売された。

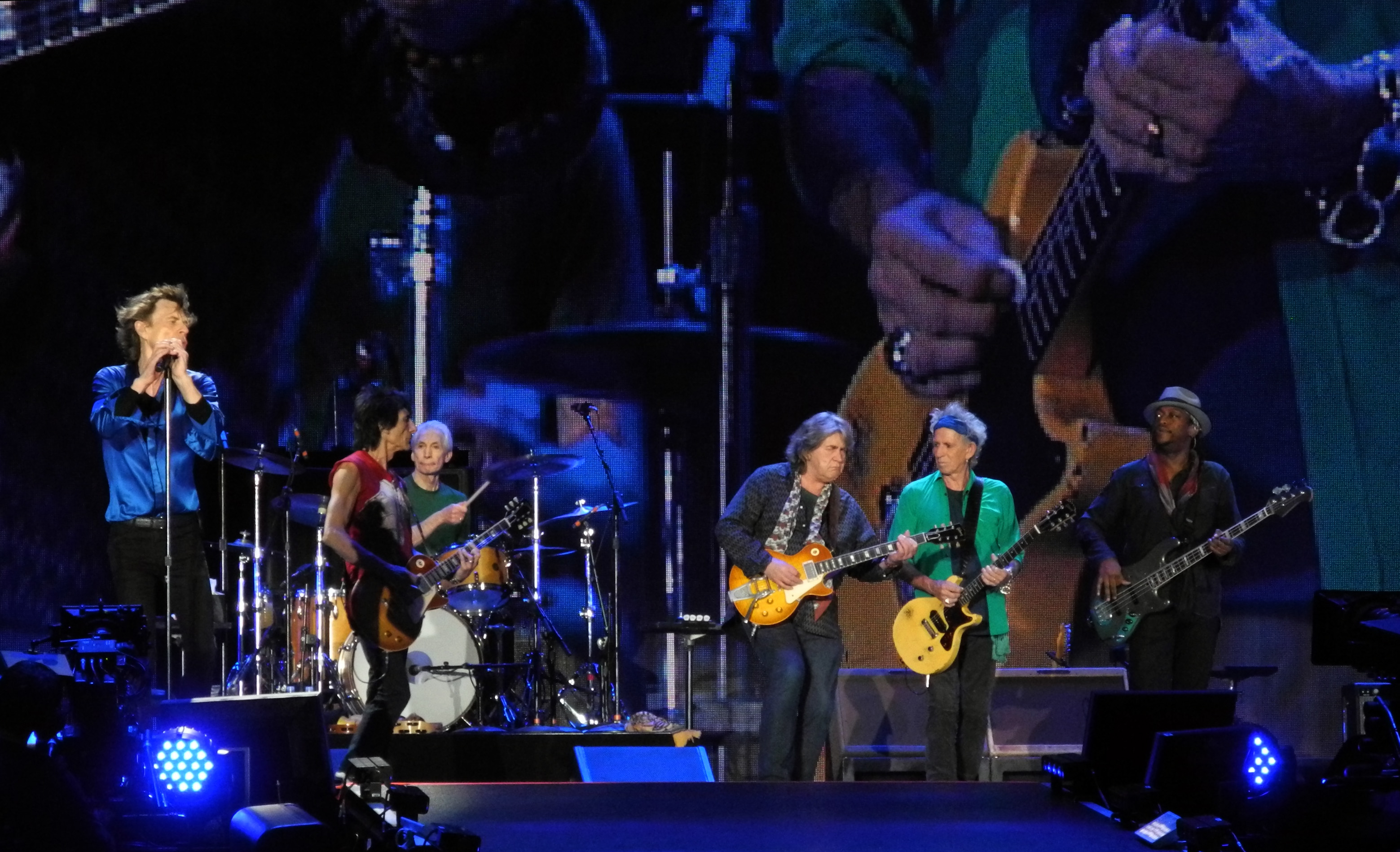
2013年7月13日、ロンドンのハイド・パークで演奏するローリング・ストーンズ。ミック・テイラーが参加した。

2012年11月、ストーンズはロンドンのO2アリーナで50 & カウンティング...ツアーを開始し、同日のステージにはジェフ・ベックが参加した。02での2日目では、エリック・クラプトンとフローレンス・ウェルチがステージに参加した。アメリカツアーは12月8日にニューヨーク州ブルックリン区のバークレイズ・センターで始められた。2012年最後のショーは12月13日と15日にニュージャージー州ニューアークのプルデンシャル・センターで行われた。2日目の公演にはブルース・スプリングスティーンとザ・ブラック・キーズが加わった。彼らはまた、12月12日に行われたハリケーン・サンディのチャリティ公演「12-12-12: A Concert For Sandy Relief」で2曲を演奏した。
ストーンズは2013年の春にアメリカで19回の公演を行った。その後イギリスに戻り、6月29日にはグラストンベリー・フェスティバルに出演した。7月にはハイド・パークで公演を行ったが、1969年のように無料ではなかった。そのセットリストは1969年と同じ曲が演奏された。7月6日と13日にハイド・パークで行われた公演はライブ・アルバム『ハイド・パーク・ライブ』として同月後半にiTunesから配信により独占発売された。ライブDVD『スウィート・サマー・サン』は11月11日に発売された。
2014年2月、バンドは中東、アジア、オーストラリア、ヨーロッパにまたがる14オン・ファイアー・ツアーを開始し、夏まで続く予定であった。3月17日、ジャガーの長年のパートナーであったローレン・スコットが突然死去し、その結果オープニングツアーの日程が中止された。振替公演は10月に開催された。6月4日、ストーンズはイスラエルで初めて公演を行った。ハアレツ紙は公演を「大文字のHで歴史的」であると説明した。ジャガーは2015年のインタビューで、引退が頭に浮かぶかどうか尋ねられたとき、「いや、今は違う。次のツアーは何なのか考えている。僕は引退を考えていない。次のツアーを計画しているので、答えは本当に「いいえ、そうではありません」だ」と述べた。

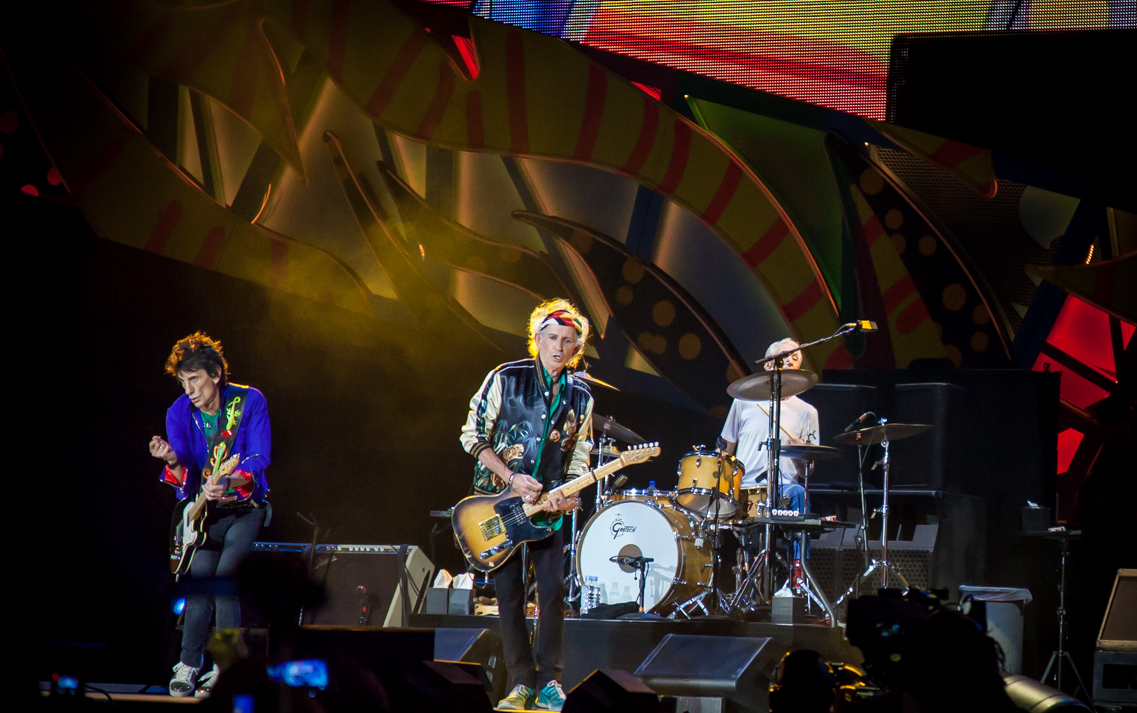
2016年3月のキューバ公演。バンドのスポークスマンは「イギリスのロックバンドによるキューバでの最初の野外公演」と呼んだ。

ストーンズは2016年2月にラテンアメリカ・ツアーを開始した。3月25日、バンドはキューバのハバナで無料公演を行い、推定50万人の観客を集めた。その年の6月、ストーンズは『トータリー・ストリップド』を発売した。これは『ストリップド』の拡張版である。2016年3月25日のキューバ公演は、『ハバナ・ムーン ストーンズ・ライヴ・イン・キューバ2016』として公開された。9月23日に世界中の1,000以上の劇場でプレミア公開が行われた。2016年のラテンアメリカ・ツアーのドキュメンタリー『オレ! オレ! オレ! ア・トリップ・アクロス・ラテン・アメリカ』は12月12日に映画館で一晩だけ上映された。その後2017年5月26日にDVDとBlu-rayで発売された。ストーンズはカリフォルニア州インディオで開催されたデザート・トリップ・フェスティバルに出演し、ボブ・ディランと同じ夜の10月7日と14日の2日で演奏した。
バンドは2016年12月2日に『ブルー&ロンサム』を発売した。アルバムはハウリン・ウルフ、ジミー・リード、リトル・ウォルターらのブルース曲のカバー12曲から構成された。レコーディングは2015年12月にロンドンのブリティッシュ・グローブ・スタジオで行われ、2曲にエリック・クラプトンが参加した。アルバムはイギリスで1位を獲得し、その年のアルバムの発売週で売れた枚数として2番目に高かった。また、ビルボード200では4位となった。

### 2017 -

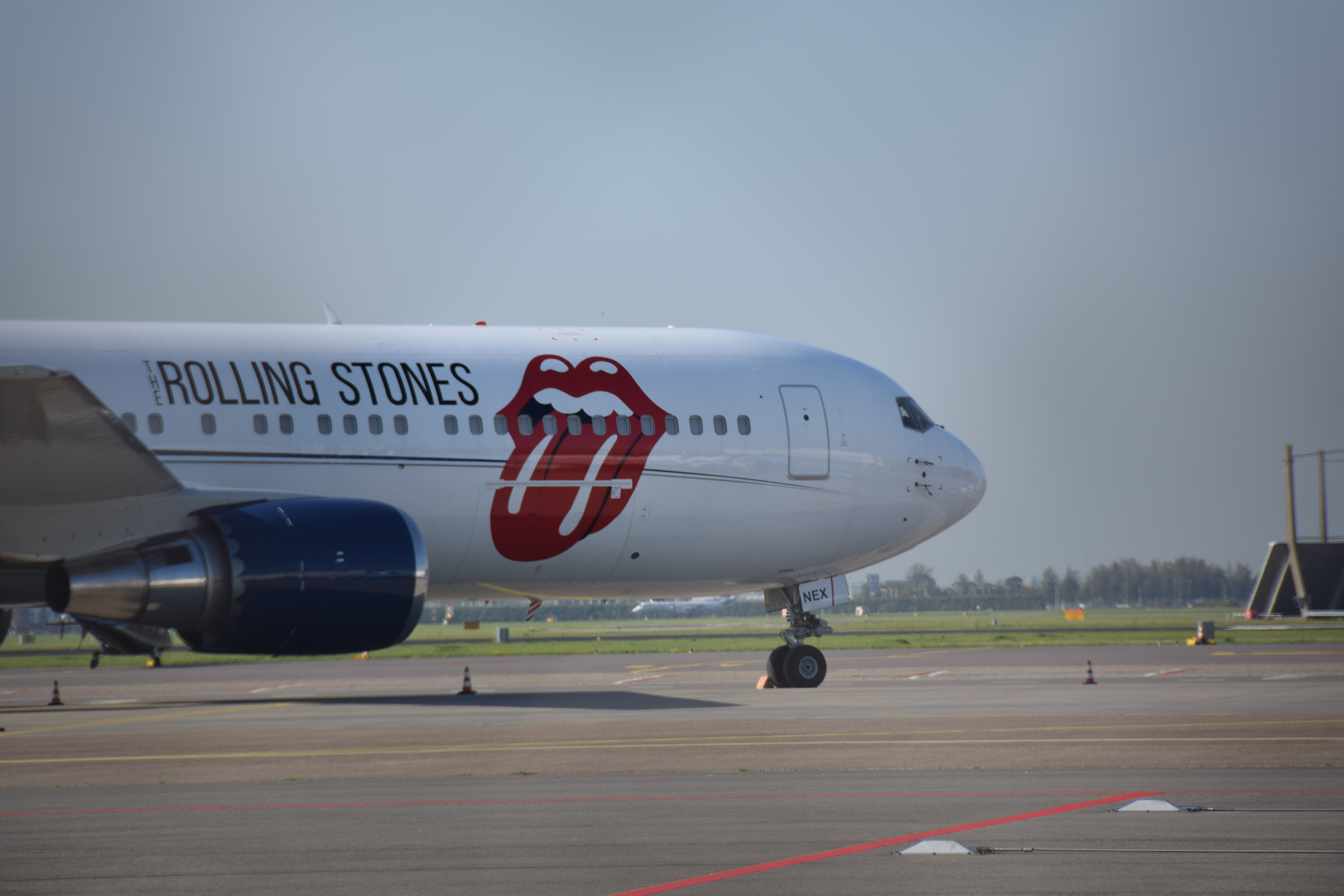
ノー・フィルター・ツアー中のバンドの飛行機、2017年10月のアムステルダム。

2017年7月、『トロント・サン』紙はストーンズが自作曲からなるアルバム制作の準備をしていると伝えたが、2021年には発売されておらず、その予定は新型コロナウィルス感染症の流行のためさらに遅れた。2017年12月にはバンドがBBCで1963年から65年に出演した番組での演奏を納めた『オン・エア』が発売された。

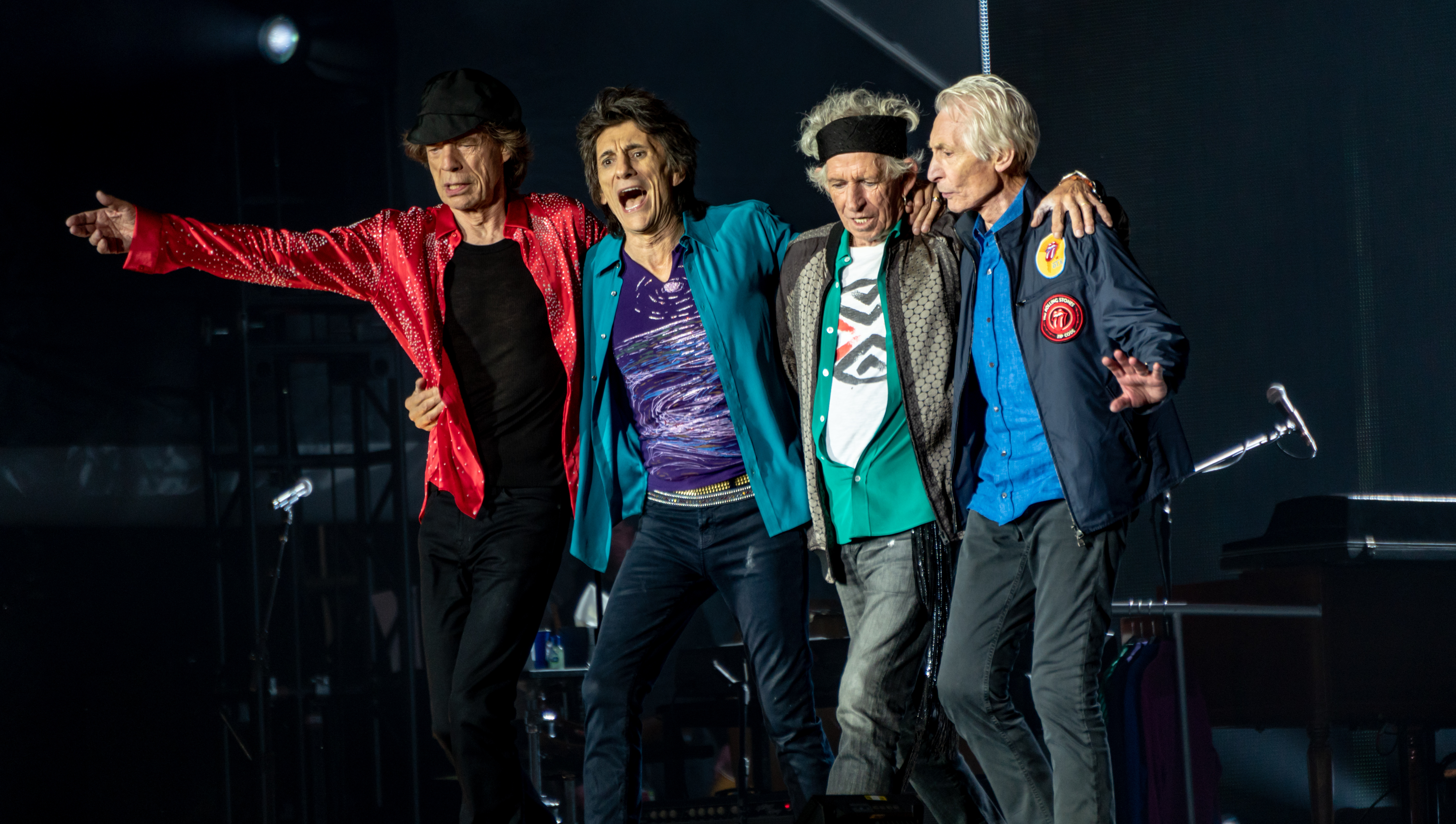
2018年5月のロンドン・スタジアム。

2017年5月にノー・フィルター・ツアーが発表され、その年の9月と10月にヨーロッパの12の異なる会場で14公演が行われた。ツアーはその後2018年7月まで延長され、イギリスおよびヨーロッパで14の新しい日程が追加された。また2006年以来のイギリスツアーが行われた。2018年11月には、2019年にノー・フィルター・ツアーをアメリカで行う計画が発表された。4月から6月にかけて13公演が開催される予定であったが、2019年3月にジャガーが心臓弁置換術を受けることが発表されたため、ノー・フィルター・ツアーは17日間の北米レグを延期した。2019年4月4日、ジャガーはニューヨークで心臓弁の手術を終え、術後の回復のために入院しており数日中に退院する可能性があると発表された。5月16日、ローリング・ストーンズはノー・フィルター・ツアーが6月21日に再開され延期された17のショーは8月末までの振替を発表した。2020年3月、新型コロナウィルス感染症の流行によりノー・フィルター・ツアーは再び延期された。
ローリング・ストーンズは、2020年4月18日に開催された Together at Home のオンラインおよびオンスクリーン公演のヘッドラインアクトの一組として出演した。これは新型コロナウイルス感染症の流行に際して世界保健機関を支援するためにGlobal Citizenが主催したバーチャル公演であった。4月23日、ジャガーはFacebookを通じて、新しいローリング・ストーンズのシングル「リヴィング・イン・ア・ゴースト・タウン」の発売（同日午後5時BST）を発表した。同曲は2019年にロンドンとロサンゼルスで録音され、メンバーがそれぞれ単独で完成させたものである。（一部のマテリアルは新型コロナウィルス感染症の流行によるロックダウンの前にスタジオで録音されていた）バンドはこの曲について「私たちが住んでいる時代を通して思考は共鳴するだろう」とし、そして2012年以来の自作曲であった。同曲はドイツのシングルチャートで1位を獲得し、ストーンズにとって52年ぶりの1位獲得作品となった。また、ストーンズは1位を獲得した最も古いアーティストとなった。
1973年のアルバム『山羊の頭のスープ』が2020年9月4日に未発表音源・ライブ音源を含めたボックスセットとして再発された。また未発表曲の「クリス・クロス」も2020年7月9日にシングルおよびミュージックビデオとして発売された。「スカーレット」にはジミー・ペイジが参加しており、もう一つの未発表曲は「オール・ザ・レイジ」であった。2020年9月11日、『山羊の頭のスープ』はイギリスアルバムチャートで1位を獲得し、ストーンズは60年を超えて同一のアルバムで1位を獲得した初めてのバンドとなった。
2021年8月、ワッツが入院治療のためノー・フィルター・ツアーの残りの日程を欠席することが発表された。ストーンズと長年交流があるスティーヴ・ジョーダンがワッツの代役としてツアーに参加することとなった。2021年8月24日、ワッツはロンドンの病院で家族に看取られつつ80歳で死去した。ローリング・ストーンズの公式ウェブサイトは10日間、ワッツの画像に置き換えられた。8月27日、バンドのソーシャルメディアアカウントはワッツの写真と動画のモンタージュを共有した。今後、ローリング・ストーンズは、ノー・フィルター・ツアーの各公演の冒頭でワッツの写真とビデオを放映した。その短いセグメントの長さは約1分で、ワッツが演奏したシンプルなドラムトラックが加えられた。
2023年10月20日、バンドはオリジナル曲によるアルバムとしては18年ぶりの『ハックニー・ダイアモンズ』を発表し、収録曲のうち2曲には生前のワッツの演奏がフィーチャーされた。同作は2025年2月に開催されたグラミー賞（第67回）で『ヴードゥー・ラウンジ』以来2度目の最優秀ロック・アルバム賞を受賞した。

## 音楽上の特色
ローリング・ストーンズの音楽的ルーツは、黒人音楽のブルースにある。デビュー曲の「カム・オン」はチャック・ベリーのカバーである。彼らがデビューした1960年代初期、アメリカやイギリスでも、まだまだ黒人に対する差別が根強く、「ブルースのレコード・ジャケットには、黒人の顔写真を載せてはならない（黒人ミュージシャン本人の顔写真を含む）」という慣習のある州さえ多かった。こうした時代にイギリス出身の白人のグループでありながら、黒人の音楽であるブルースを心から尊敬し、影響を受け、黒人になりきって歌や演奏に表現しようとしたバンドがローリング・ストーンズである。彼らは更にブルースだけでなく、モータウンやスタックスといったレコード会社に代表される、同時代の黒人音楽も吸収した。ローリング・ストーンズの活躍は、黒人音楽にルーツをもつ、他の白人ミュージシャンが1960年代後半から1970年代初頭にかけて、米英などで多数登場するきっかけとなったともいえる。
ローリング・ストーンズのサウンドの欠かせない特徴として、その独特のリズムがある。本来バンドであればドラムとベースの絡みが重要といわれているが、ストーンズは違う。そのリズムの核となるのは、チャーリー・ワッツのドラムス、キース・リチャーズが弾き出すリズム・ギターにある。この2人が絡むことで、その独特のリズムが生まれている。ワイマンのベース、ワッツのドラムスも抜群のコンビネーションだった。しかし、1993年にビル・ワイマンが脱退して以来、リズム隊が変わってしまい、サポート・メンバーであるダリル・ジョーンズには不満を抱くファンも多い。
ローリング・ストーンズは、黒人音楽の流行を取り入れ、一部のメンバーの交替や、様々なアクシデントを乗り越え、デビュー40周年を超えた21世紀に至ってもなお、ブルース（もしくはリズム・アンド・ブルース）ルーツのロックンロールという音楽で、第一線で現役を続行している。

## メンバー
| 現メンバー - ミック・ジャガー – リードボーカル、バックボーカル、ハーモニカ、リズムギター、パーカッション、キーボード（1962年-現在） - キース・リチャーズ – リズムギター、リードギター、ベース、バックボーカル、リードボーカル（1962年-現在） - ロン・ウッド – リードギター、リズムギター、ベース、バックボーカル（1975年-現在） 元メンバー - ブライアン・ジョーンズ – リズムギター、リードギター、ハーモニカ、キーボード、シタール、パーカッション、バックボーカル（1962年-1969年：1969年死去） - イアン・スチュワート – オルガン、ピアノ、パーカッション（1962年-1963年：契約ミュージシャン 1964年-1985年：1985年死去） - ディック・テイラー – ベース（1962年） - リッキー・フェンソン – ベース（1962年-1963年） - コリン・ゴールディング – ベース（1962年-1963年） - トニー・チャップマン – ドラムス（1962年-1963年） - カルロ・リトル – ドラムス（1962年-1963年：2005年死去） - ビル・ワイマン – ベース、ピアノ、バックボーカル、リードボーカル（1962年-1993年：ゲスト 2012年） - チャーリー・ワッツ – ドラムス、パーカッション、バックボーカル（1963年-2021年：2021年死去） - ミック・テイラー – リードギター、ベース、バックボーカル（1969年-1974年：ゲスト 1981年、2012年-2014年） | ツアーメンバー - チャック・リーヴェル – キーボード、バックボーカル（1982年-現在） - バーナード・ファウラー – バックボーカル、パーカッション（1989年-現在） - マット・クリフォード – キーボード、フレンチホルン（1989年-1990年、2012年-現在） - ダリル・ジョーンズ – ベース（1994年-現在） - ティム・リーズ – サックス、キーボード（1999年-現在） - カール・デンソン – サックス（2014年-現在） - サーシャ・アレン – バックボーカル、「ギミー・シェルター」でのリードボーカル（2016年-現在） - スティーヴ・ジョーダン – ドラムス（2021年-現在） 元ツアーメンバー - ボビー・キーズ – サックス（1970年-1973年：1981年-2014年：2014年死去） - ジム・プライス – トランペット（1970年-1973年） - ニッキー・ホプキンス – ピアノ（1971-1973年：1994年死去） - ビリー・プレストン – キーボード、バックボーカル（1973年-1977年：2006年死去） - オリー・E・ブラウン – パーカッション（1975年-1976年） - イアン・マクレガン – キーボード（1978年-1981年：2014年死去） - アーニー・ワッツ – サックス（1981年） - リサ・フィッシャー – バックボーカル、「ギミー・シェルター」でのリードボーカル（1989年-2015年） - ブロンディ・チャップリン – サイドギター、バックボーカル（1997年-2007年） |

タイムライン

## ディスコグラフィ

### スタジオ・アルバム
- 『ザ・ローリング・ストーンズ / イングランズ・ニューエスト・ヒット・メーカーズ』（1964年)
- 『12×5』（1964年）
- 『ザ・ローリング・ストーンズ No.2 / ザ・ローリング・ストーンズ・ナウ!』（1965年）
- 『アウト・オブ・アワ・ヘッズ』（1965年）
- 『ディッセンバーズ・チルドレン』（1965年）
- 『アフターマス』（1966年）
- 『ビトウィーン・ザ・バトンズ』（1967年）
- 『サタニック・マジェスティーズ』（1967年）
- 『ベガーズ・バンケット』（1968年）
- 『レット・イット・ブリード』（1969年）
- 『スティッキー・フィンガーズ』（1971年）
- 『メイン・ストリートのならず者』（1972年）
- 『山羊の頭のスープ』（1973年）
- 『イッツ・オンリー・ロックン・ロール』（1974年）
- 『ブラック・アンド・ブルー』（1976年）
- 『女たち』（1978年）
- 『エモーショナル・レスキュー』（1980年）
- 『刺青の男』（1981年）
- 『アンダーカヴァー』（1983年）
- 『ダーティ・ワーク』（1986年）
- 『スティール・ホイールズ』（1989年）
- 『ヴードゥー・ラウンジ』（1994年）
- 『ブリッジズ・トゥ・バビロン』（1997年）
- 『ア・ビガー・バン』（2005年）
- 『ブルー&ロンサム』（2016年）
- 『ハックニー・ダイアモンズ』（2023年）

## 日本公演
1973年：公演中止
1月28日、29日、30日、31日、2月1日の計5回、日本武道館で行われる予定であった。12月1日に入場券の前売りが開始され、前日からの徹夜組が4,000人も出たことが話題となった。しかしながら1973年1月8日に外務省が過去の大麻所持を理由にメンバーの入国拒否を発表。1月19日に主催者から全公演の正式中止が発表された。西郷輝彦がこの公演中止を題材とした「ローリング・ストーンズは来なかった」を発表している。
1990年：2月14日、16日、17日、19日、20日、21日、23日、24日、26日、27日・東京ドーム
アルバム『スティール・ホイールズ』の発売と共に行われた世界ツアーの一環として初来日。大物バンドの初来日ということで、争奪戦が繰り広げられた結果入場券が完売したため、19日に追加公演が行われた。日本テレビが主催、大塚製薬がツアースポンサーとなり、ストーンズロゴ入りパックのポカリスエットが販売された。同ツアーの初日、2月14日の公演はFM東京系27局で3月10日に放送された。26日の公演は、4月29日に日本テレビ系列で放送されたが、一部の局では数曲が差し替えられた。また、それ以来世界ツアーの興行収益のギネス記録を、ツアーの度に塗り替え続けている。
1995年：3月6日、8日、9日、12日、14日、16日、17日・東京ドーム、3月22日、23日・福岡ドーム
アルバム『ヴードゥー・ラウンジ』ツアーの一環。
1998年：3月12日、14日、16日、17日・東京ドーム、3月20日、21日・大阪ドーム
アルバム『ブリッジズ・トゥ・バビロン』ツアーの一環。
2003年：3月10日・日本武道館、3月12日・横浜アリーナ、3月15日、16日・東京ドーム、3月20日、21日・大阪ドーム
アルバム『フォーティ・リックス』発売後の「リックス・ツアー」の一環。ツアースポンサーは、サントリー。1973年の初来日の中止から30年目にして日本武道館での公演が実現した。東京及び横浜公演のSS席は2万2000円であり、他のドーム公演もS席は1万3200円と、それまでの公演に比べ料金が上昇した。
2006年：3月22日、24日・東京ドーム、3月29日・札幌ドーム、4月2日・さいたまスーパーアリーナ、4月5日・ナゴヤドーム
アルバム『ア・ビガー・バン』発売後の「ア・ビガー・バン・ツアー」の一環として行われた。主催はWOWOW、後援がマイクロソフト。前回よりも入場料が上昇し、ゴールデン・サークル席（6万5000円、5万5000円）が設定された。その他S席（1万7500円から3万5000円）以下の料金も上昇した。ストーンズの関係者から要求された高額の出演料のため入場料も高騰したことから、それまでの招聘元であったウドー音楽事務所が撤退し、JECインターナショナルに招聘元が移った。8階建てのステージと相変わらず力強いパフォーマンスはファンに絶賛された。4月2日の公演はWOWOWで放送された。このツアーで、通算で5大ドーム公演を制覇した。
2014年：2月26日、3月4日、6日・東京ドーム
アルバム『GRRR!』発売後の14オン・ファイヤー・ツアーの一環として行われた。 主催はキョードー東京ほか。入場料は1万4000円から1万8000円と前回から大きく変わらなかったが、ゴールデン・サークル席は8万円という高額になったにも拘わらず、全席が完売した。公演回数の減少、平日のみの開催と悪条件が重なったが全公演完売のため、ステージが一部見えない「参加席」（1万円）も販売された 。